# Histoire de la Pologne

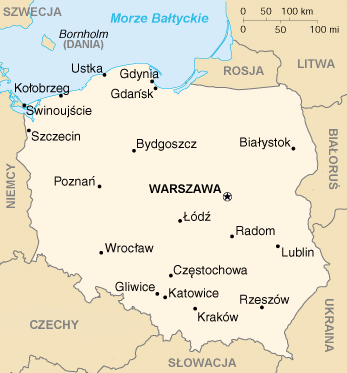
Pologne, 2024

L'histoire de la Pologne commence au Xe siècle, sous le règne de Mieszko Ier et de la dynastie Piast. C'est sous son règne que les souverains polonais se convertissent au christianisme. La Pologne devient rapidement au Moyen Âge une puissance régionale, tout en essayant régulièrement de sortir de l'influence du Saint-Empire romain germanique et de repousser le Drang nach Osten. C'est ainsi qu'à partir du XIIe siècle, le royaume de Pologne doit lutter contre les Chevaliers Teutoniques qui ont colonisé la Prusse et une partie de la Poméranie.
Le pays atteint son apogée au XVe et au XVIe siècles, sous la dynastie des Jagellons, après l'union du royaume de Pologne et du grand-duché de Lituanie formant la république des Deux Nations, alors le plus vaste État d'Europe. Mais durant le XVIIe siècle et surtout le XVIIIe siècle, la république est engagée dans de nombreux conflits militaires qui lui font perdre une grande partie de sa superficie, notamment sous le coup de l'expansion de l'Empire russe. À la fin du XVIIIe siècle, après trois partitions, la république des Deux Nations est partagée entre la Prusse, l'Autriche et la Russie. Au cours du XIXe siècle, la majorité des territoires dont s'était emparée l'Autriche passe sous contrôle russe.
La Pologne ne retrouve son indépendance qu'en 1918, dans des frontières qui sont issues, à l'Ouest, des anciennes limites de l'Empire germanique et qui, à l'Est, sont fixées par la paix de Riga qui met fin aux offensives de la Russie soviétique. Outre la majorité polonaise, ce territoire inclut d'importantes minorités allemandes, lituaniennes, biélorusses, ukrainiennes, néerlandaises et juives. Par le pacte Hitler-Staline, le pays est à nouveau partagé durant la Seconde Guerre mondiale entre l'Allemagne nazie et l'URSS, qui y appliquent des mesures très sévères d'extermination des élites et, par les nazis, de la communauté juive. À la fin de la guerre, l'URSS conserve la partie orientale de la Pologne de 1921-1939. En contrepartie partielle de cette perte, la Pologne reçoit de l'Allemagne vaincue les territoires de la Poméranie orientale, de la Prusse-Orientale du Sud et de la Silésie, peuplées en majorité d'Allemands depuis cinq siècles. La république populaire de Pologne est alors mise en place en 1952 sous la coupe soviétique. Après avoir retrouvé son entière indépendance en 1989, le pays devient membre de l'OTAN en 1999 et de l'Union européenne en 2004.
D'une façon générale, le XXe siècle, s'il a permis l'indépendance de la Pologne, a été particulièrement destructeur pour la population. Outre le génocide nazi qui y a presque entièrement anéanti les Juifs, qui constituaient la plus importante communauté juive d'Europe, d'autres actes d'épuration ethnique ont eu lieu, à l'Ouest comme à l'Est. En 1945, les civils allemands présents en Prusse-Orientale, en Poméranie et en Silésie ont fui ou ont été expulsés par millions par l'avance de l'Armée rouge. À l'Est, les populations civiles polonaises de régions aujourd'hui situées en Ukraine, Biélorussie et Lituanie ont elles aussi été victimes d'épuration ethnique par les Soviétiques (victimes des déportations au Kazakhstan ou massacre de civils polonais par le NKVD) ou, en Galicie et Volhynie, par les nationalistes ukrainiens de l'Armée insurrectionnelle ukrainienne, notamment au cours des massacres des Polonais en Volhynie de 1942-1944.
En 2024, la Pologne, sur un territoire de 312 679 km2 accueille une population d'environ 37 500 000 Polonaises et Polonais, parlant très majoritairement le polonais, avec de nombreuses minorités. La population était de 30 millions en 1927 et 1960, de 38 millions entre 1990 et 2020. La diaspora polonaise est estimée à 20 millions (Brésil, États-Unis, Canada, Biélorussie, Ukraine, France, Royaume-Uni, Hongrie, Russie, Tchéquie, Lituanie, etc). 

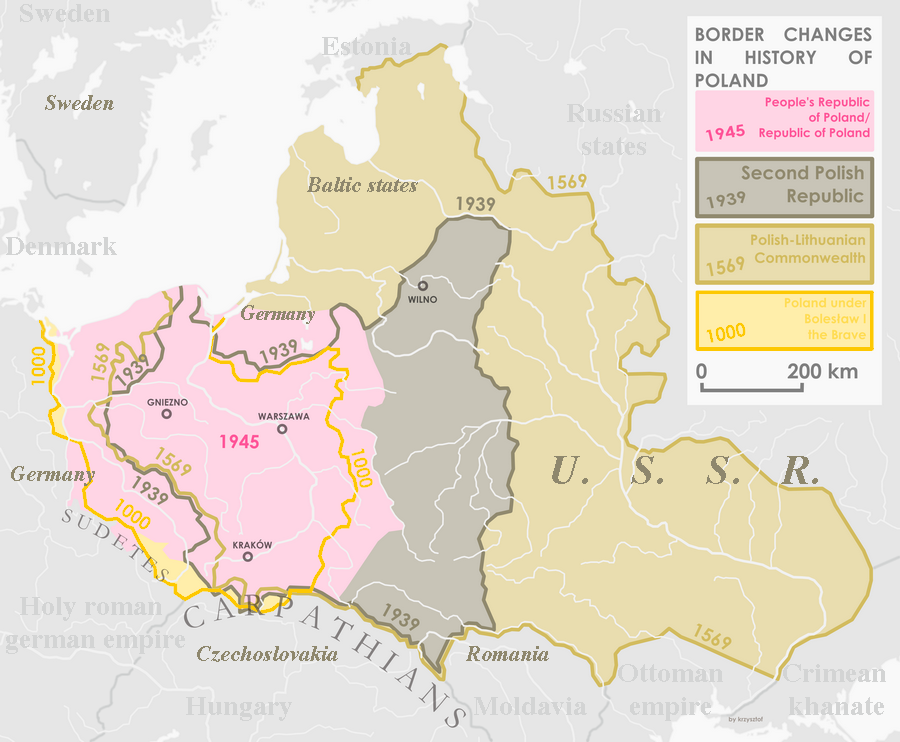
Évolution du territoire de la Pologne entre 1000, 1569, 1939 et 1945
Divisions administratives (2012)
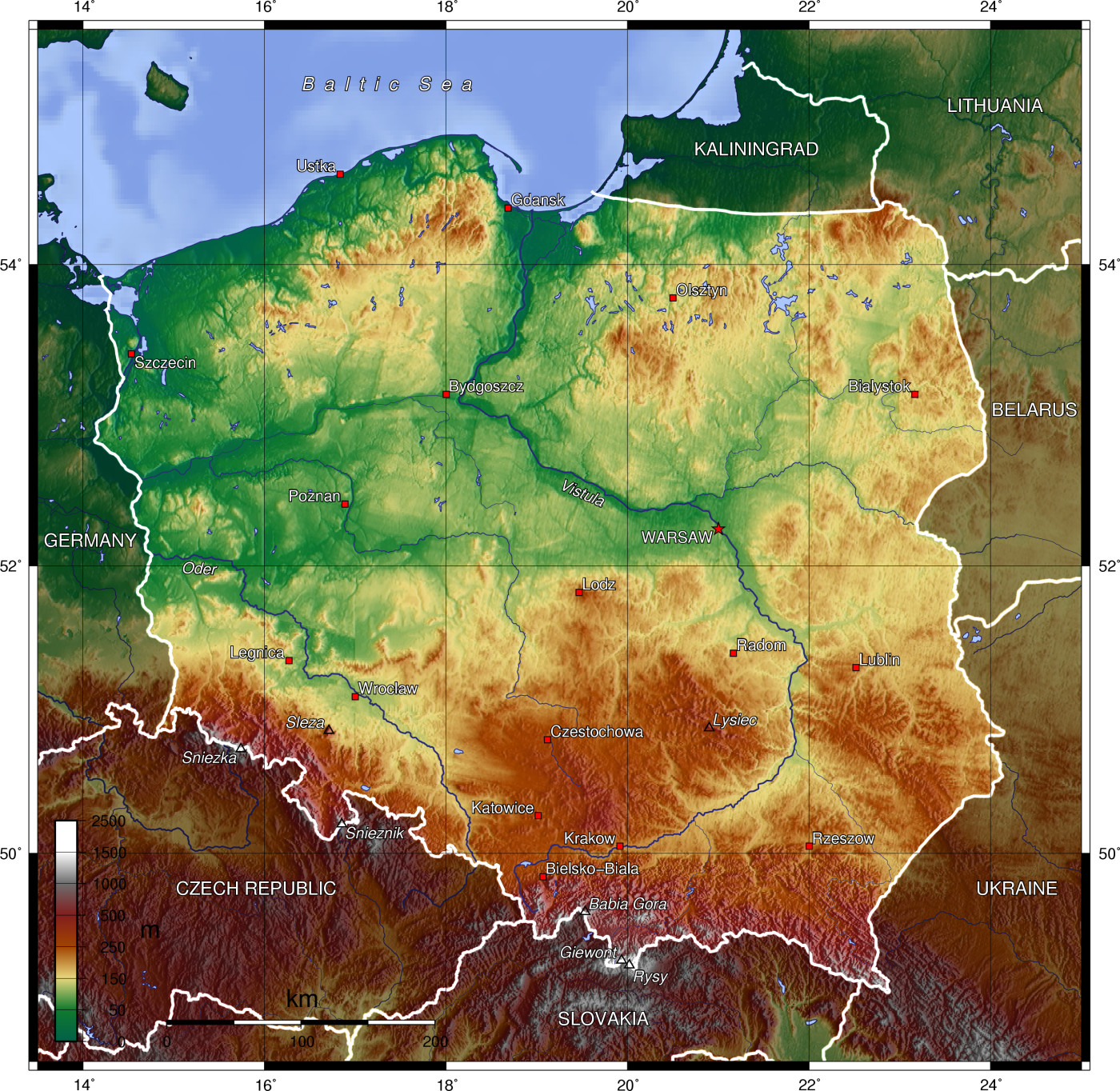
Topographie
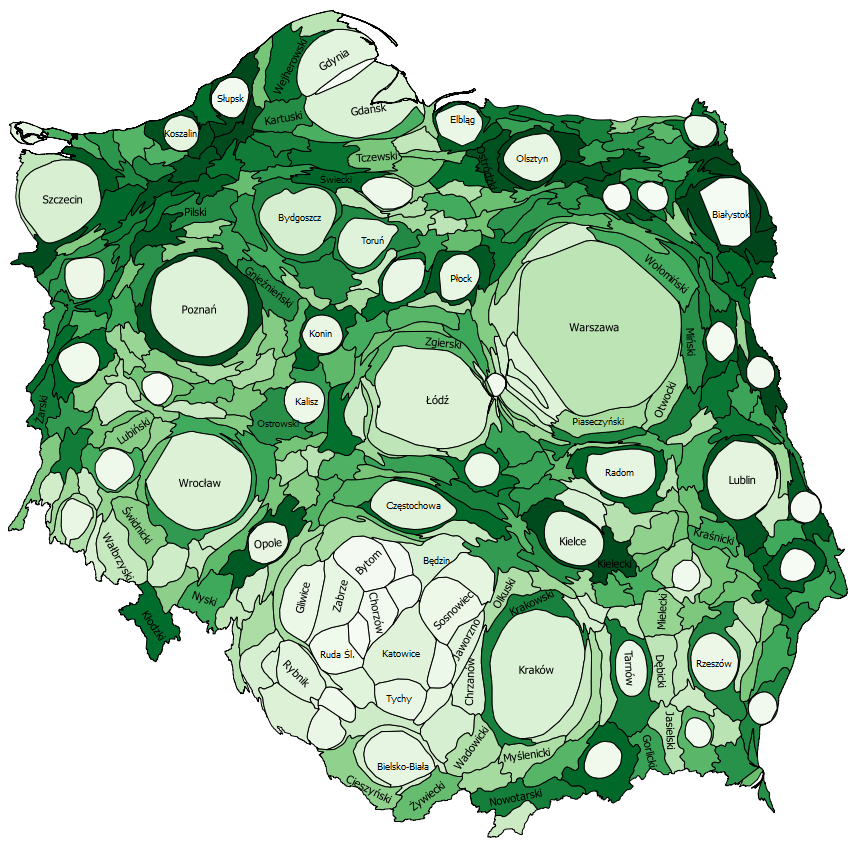
Attractivité des métropoles

## Protohistoire
Si les premières traces humaines datent de 500 000 ans avant notre ère, durant le Paléolithique, cette présence humaine reste intermittente, à cause des fluctuations des glaciations. Les premiers sites d'habitat sédentaire en Pologne datent ainsi du Mésolithique, plus précisément vers le XIe millénaire (culture swidérienne).
Vers 5400 avant notre ère, l'agriculture est introduite dans le centre de la Pologne, ce qui coïncide avec l'apparition du complexe de la culture rubanée (LBK) marquant la transition vers le début du néolithique. La population de chasseurs-cueilleurs vivant à proximité des régions de la culture rubanée maintient ses modes de vie pendant près d'un millénaire, durant lequel la dispersion des modes de vie néolithiques s'est arrêtée. On observe néanmoins des contacts entre les groupes agricoles et les populations de chasseurs cueilleurs. Ces relations sont clairement visibles dans le groupe Brześć Kujawski du complexe Lengyel, trouvé dans la région de la Cujavie, qui a longtemps été la limite nord des communautés agricoles (post-LBK).
Au cours du millénaire suivant, à partir d'environ 4000 avant notre ère, c'est-à-dire à l'énéolithique moyen, la culture des vases à entonnoir (TRB) émerge et les modes de vie énéolithiques se dispersent dans la majeure partie des régions polonaises. Les individus des contextes TRB en Pologne présentent un mélange avec les populations de chasseurs cueilleurs qui étaient principalement liées au groupe chasseur cueilleur ouest-européen (WHG). Vers 3100 avant notre ère, les manifestations de la culture des vases à entonnoir en Pologne diminuent avec l'apparition de la culture de Baden et de la culture des amphores globulaires (GAC), vers 3400/3100 - 2800 avant notre ère, qui remplacent le complexe des vases à entonnoir antérieur dans de nombreuses régions de la Pologne. La culture des amphores globulaires est un phénomène assez éphémère et, après 2800 avant notre ère, les manifestations de la culture de la céramique cordée (CWC) deviennent dominantes et se poursuivent pendant 500 ans.
Les individus de la culture des amphores globulaires (GAC) et ceux de la céramique cordée (CWC) ont des origines très différentes. Les individus des contextes CWC en Pologne présentent une contribution marquée des pasteurs de l'est de la steppe (culture Yamna) alors que les individus du complexe GAC ne présentent pratiquement aucune ascendance steppique. Vers 2400 avant notre ère, le complexe de culture campaniforme (BBC) pénètre dans cette région, depuis le sud-ouest, et une autre composante génétique majeure est ajoutée à la population locale. Dans le sud-est de la Pologne, le campaniforme disparaît vers 2200 avant notre ère. Cette région semble avoir été témoin de l'émergence de la génomique typique de la culture campaniforme près de 200 ans plus tôt que dans d'autres parties d'Europe.
Durant le IIe millénaire, la culture d'Unétice prédomine dans la région puis la culture de Trzciniec.
À partir du Ier millénaire avant J.-C., les cultures lusaciennes et poméraniennes se distinguent de la civilisation des champs d'urnes. Le plus important site de la culture lusacienne est Biskupin, fondée vers le IVe siècle av. J.-C. Les premières traces de la route de l'ambre datent du IVe siècle av. J.-C.. Les premiers sites celtes dans la région remontent au IVe siècle av. J.-C., durant la période de La Tène.[réf. nécessaire]

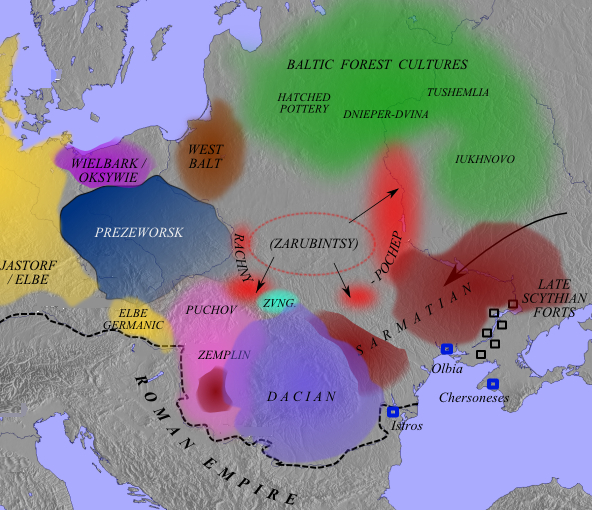
Cultures en présence vers 100 AEC.
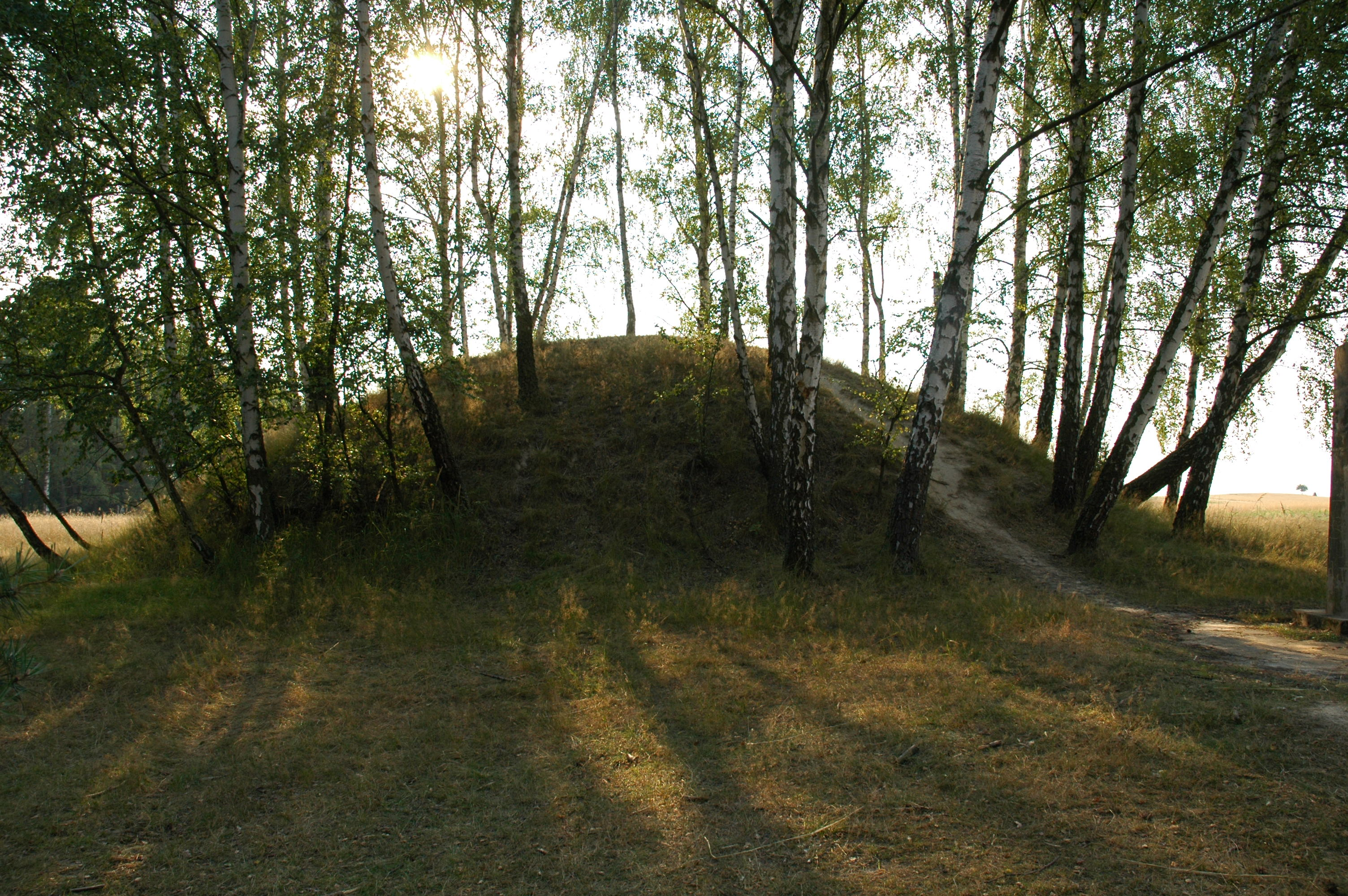
Tumulus de la culture de Przeworsk près de Przeworsk (Pologne).
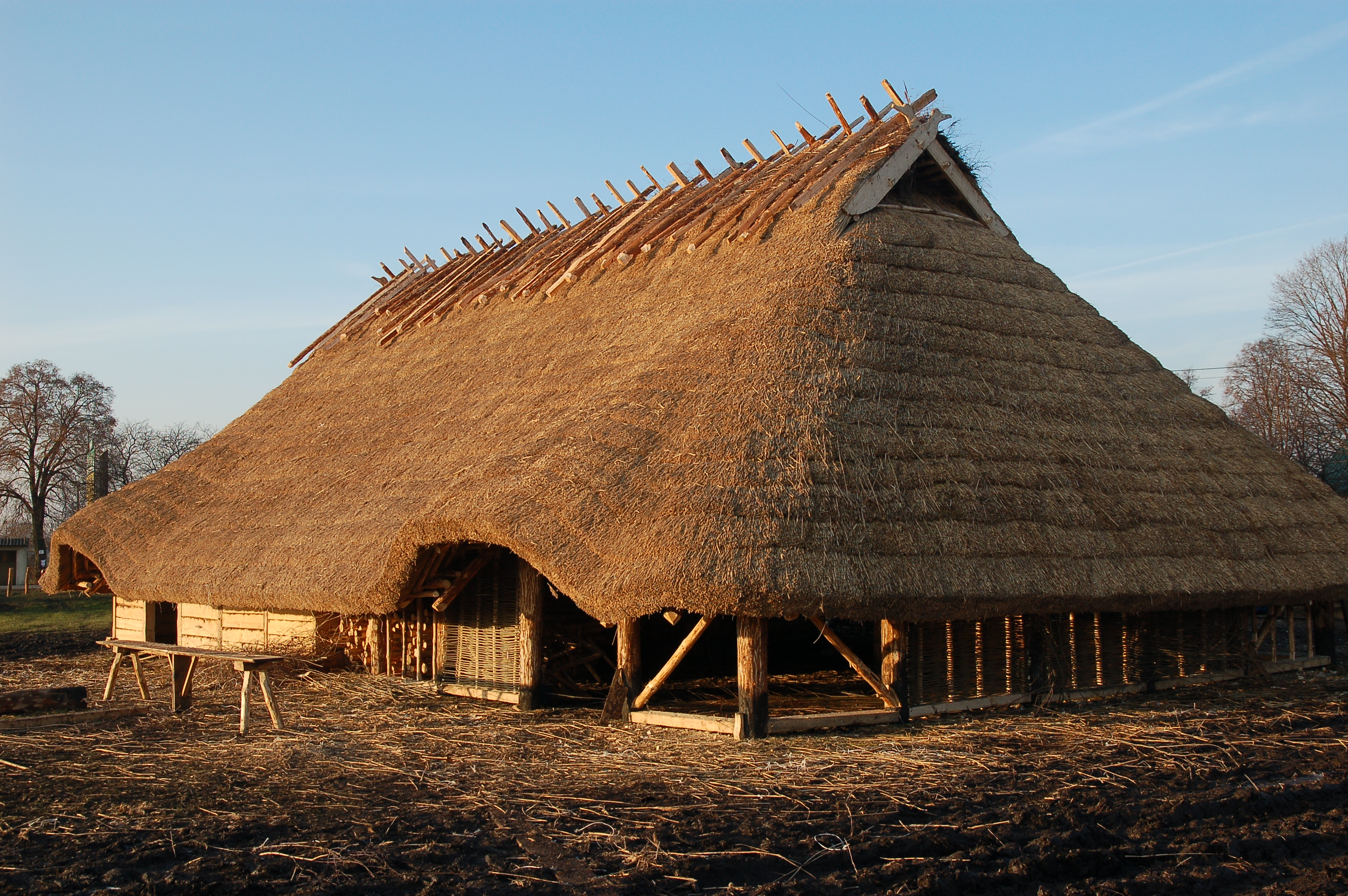
Reconstruction d'une maison de la culture de Wielbark (100–400 de notre ère) à Masłomęcz.
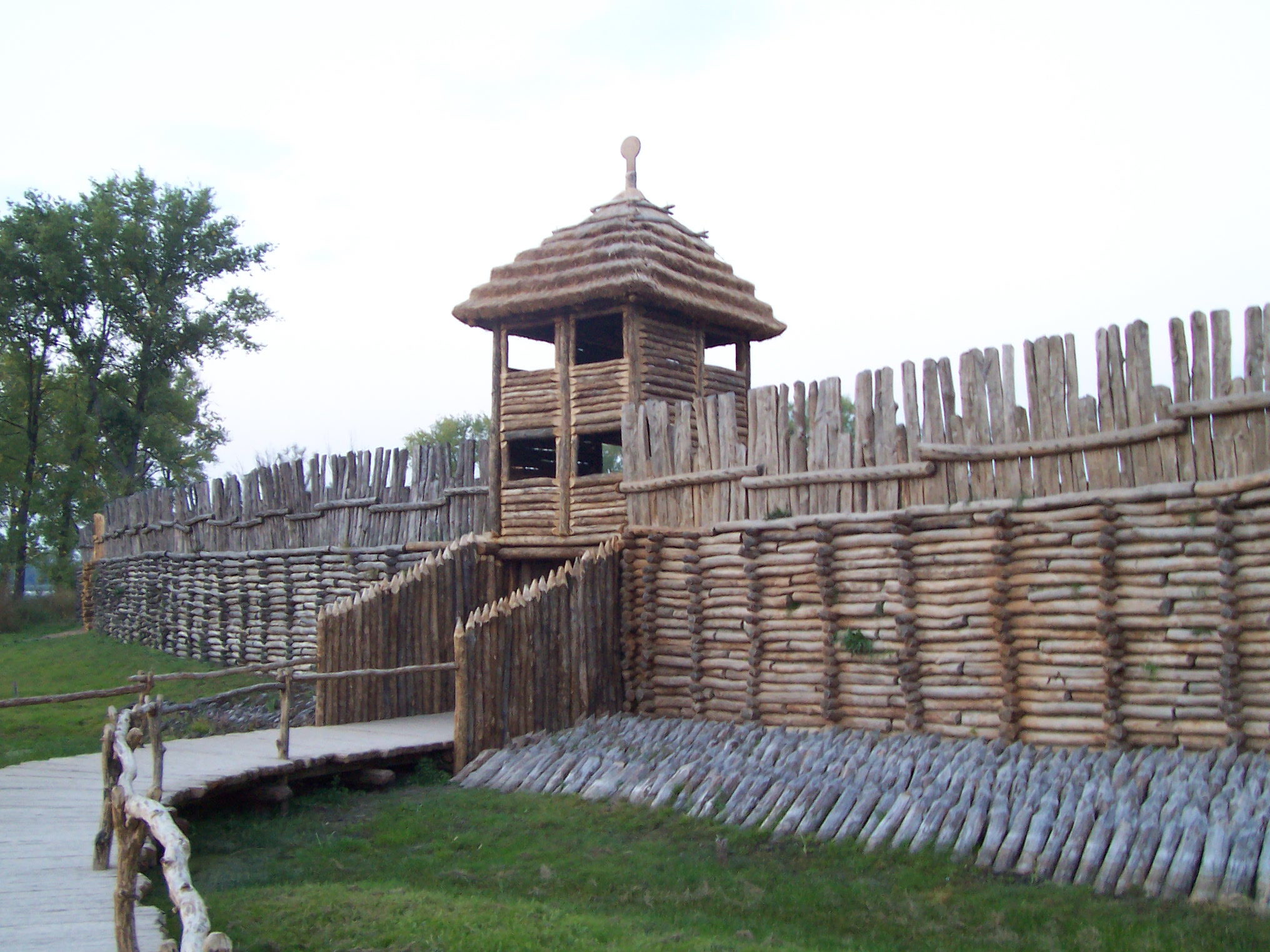
Réserve archéologique de Biskupin.
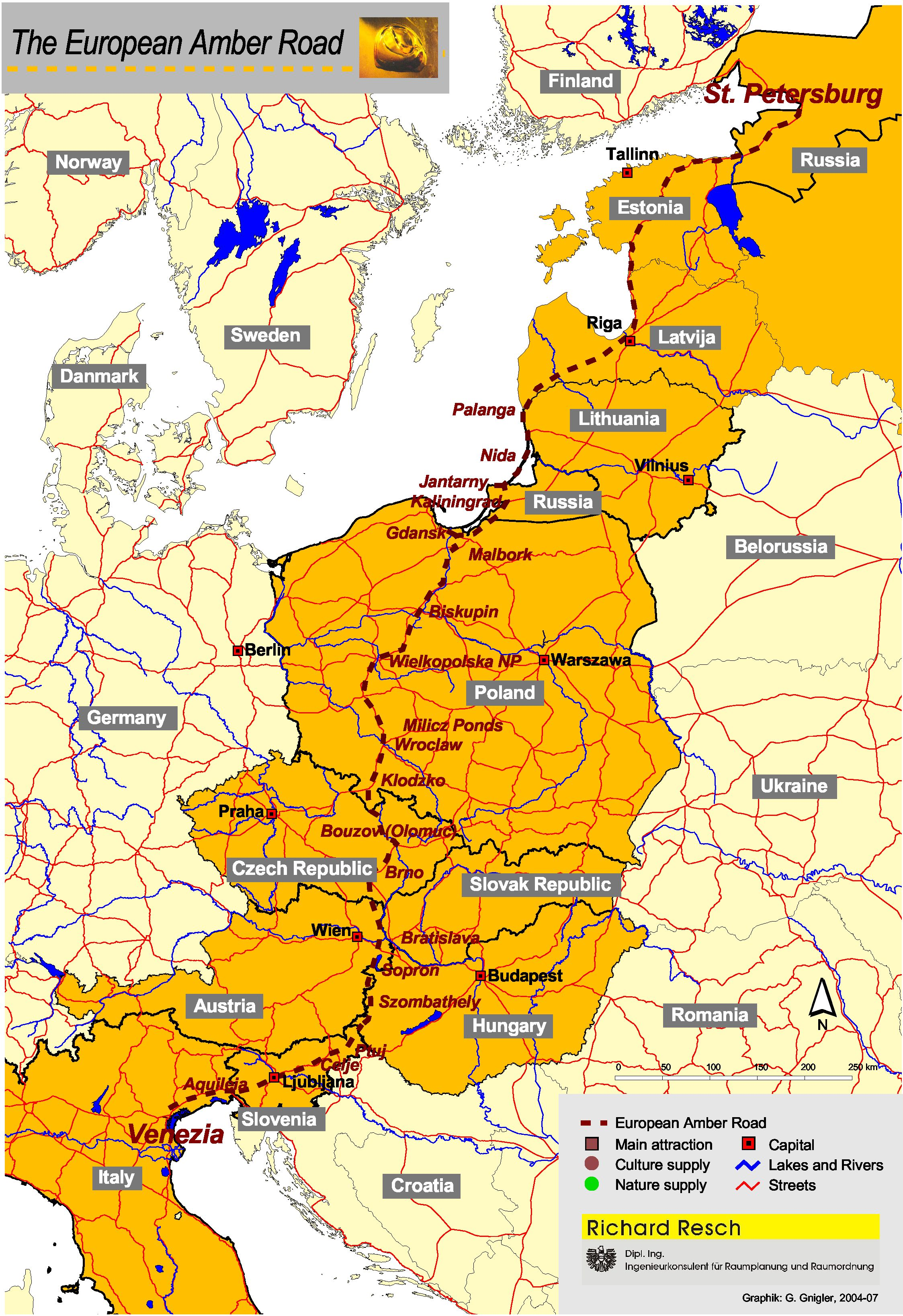
Route de l'ambre.

- Préhistoire et protohistoire de la Pologne
- Culture de la céramique cordée (de -3000 à -2200)
- Culture de Trzciniec (de -2400 à -1300)
- Culture lusacienne (de -1300c à -500c)
- Culture poméranienne (de -600c à -200c)
- Culture d'Oksywie (de -150c à 50c)
- Culture de Przeworsk (de -150c à +450c), Vandales
- Culture de Wielbark (100c-400c), Goths
- Pologne de l'âge du bronze et de l'âge du fer (en)
- Route de l'ambre (orientale)
- Trésor de Vettersfelde

## Antiquité
Durant l'Antiquité tardive la zone est identifiée sous le nom de culture de Wielbark, la présence germanique est notable. Dès les Ier et IIe siècles apr. J.-C., certains auteurs romains et byzantins tels Pline l'Ancien, Tacite, Ptolémée, Pomponius Mela, Jordanès, Procope de Césarée, retranscrivent des témoignages écrits concernant la région. L'arrivée des premiers peuplements slaves est sujette à discussion entre les spécialistes.

## Haut Moyen Âge (avant 1000)

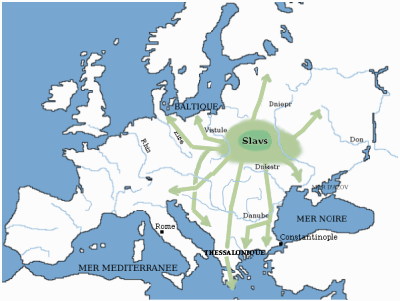
Dispersion des Slaves occidentaux.
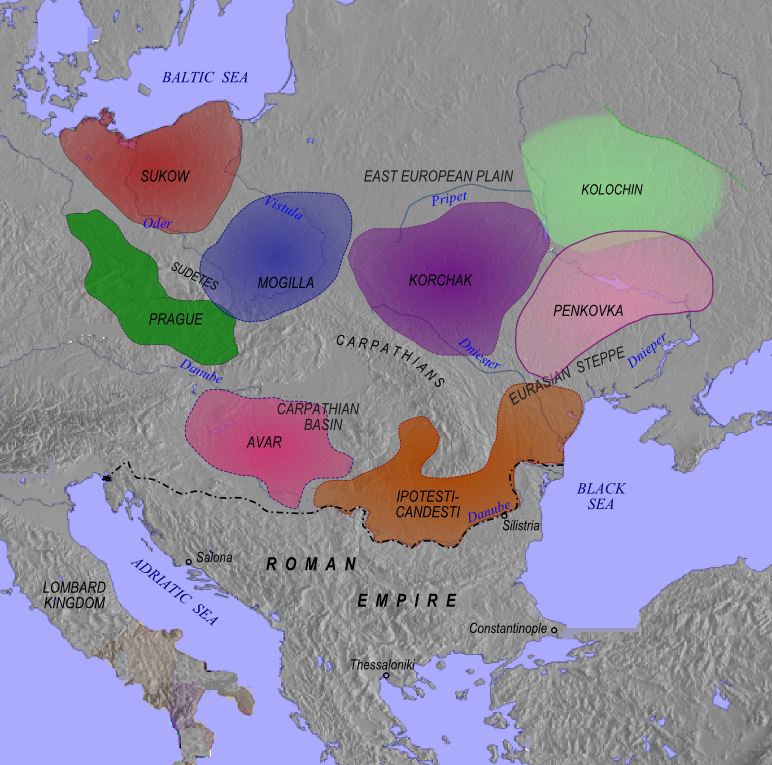
Cultures archéologiques slaves vers 600.
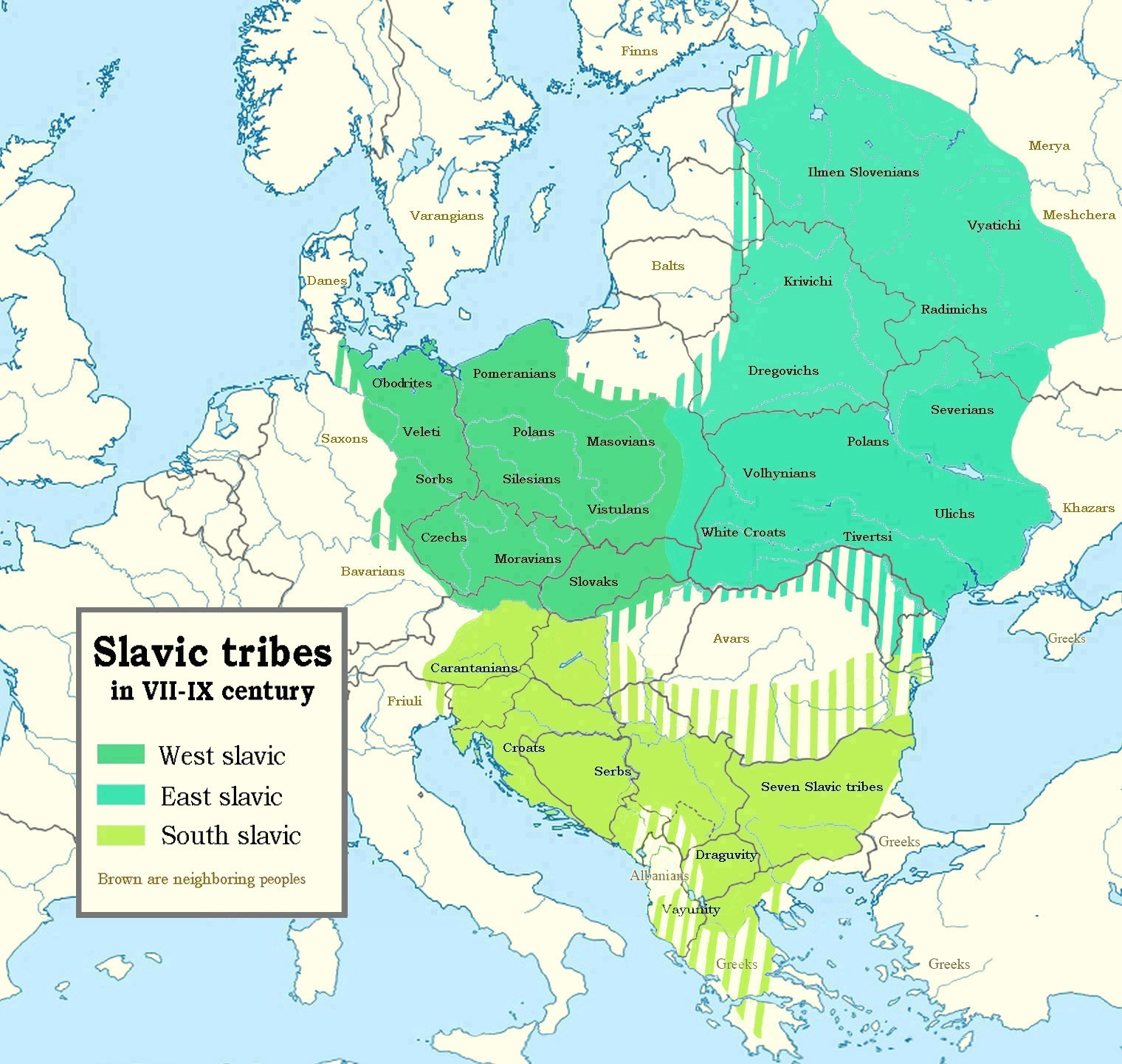
Implantations slaves aux 7e-9e siècles.
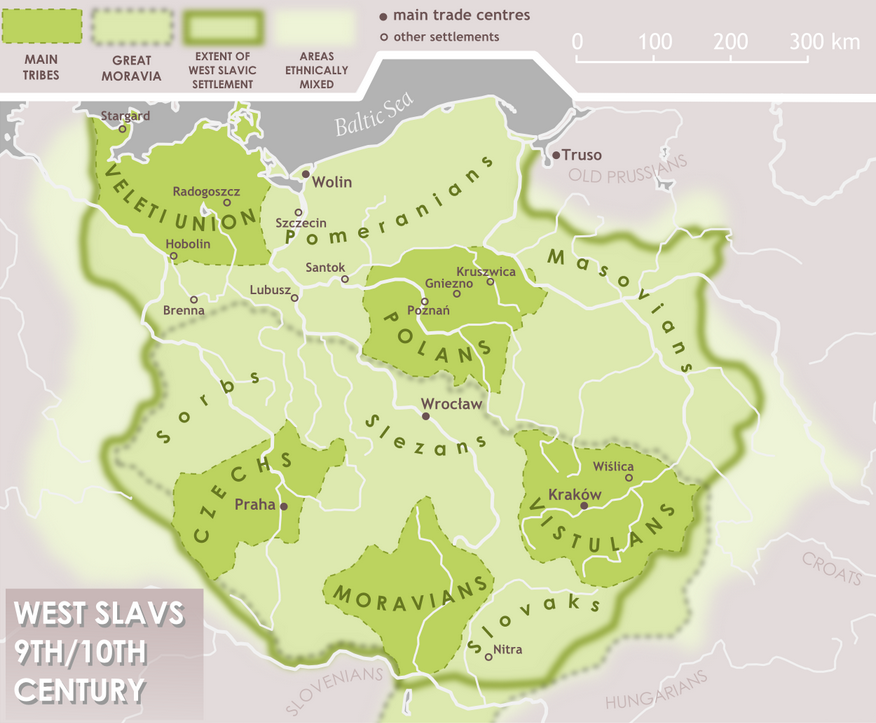
Peuples slaves occidentaux entre le IXe et le Xe siècle.
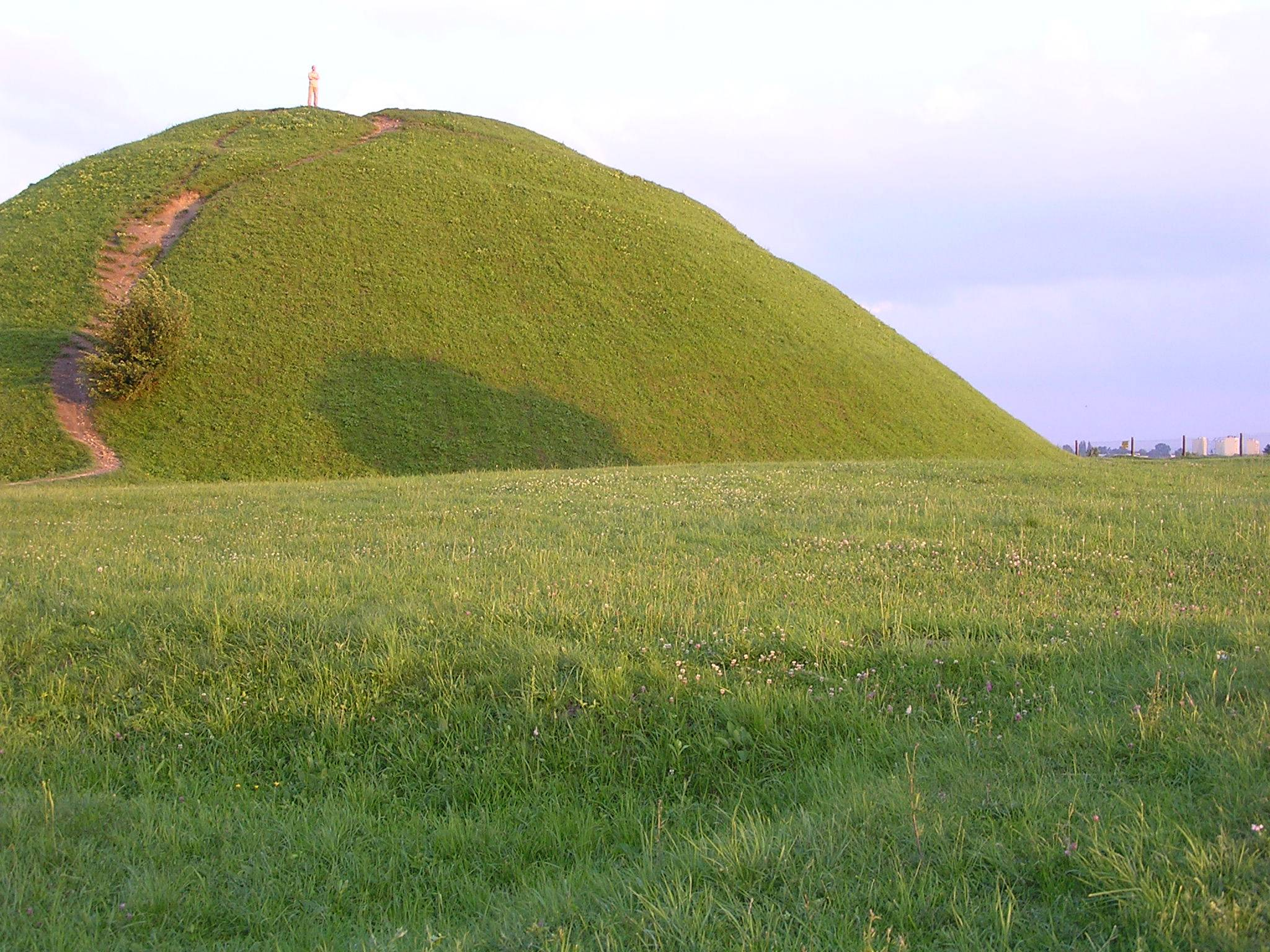
Tumulus de Krakus.

Période 960-992.
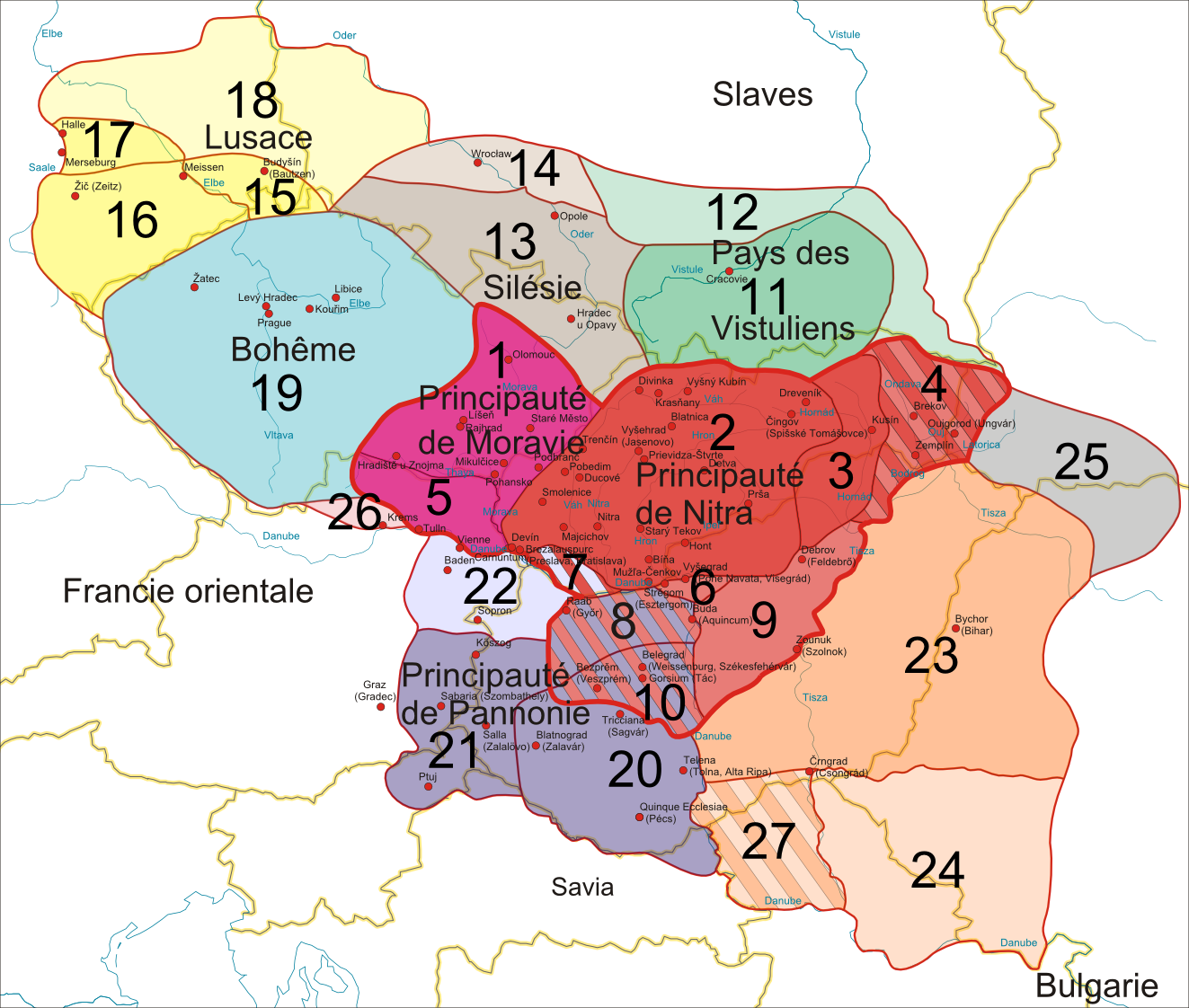
Grande-Moravie.
Âge des Vikings (VIIIe au  Xe siècle).
Cultures baltes vers 1200.
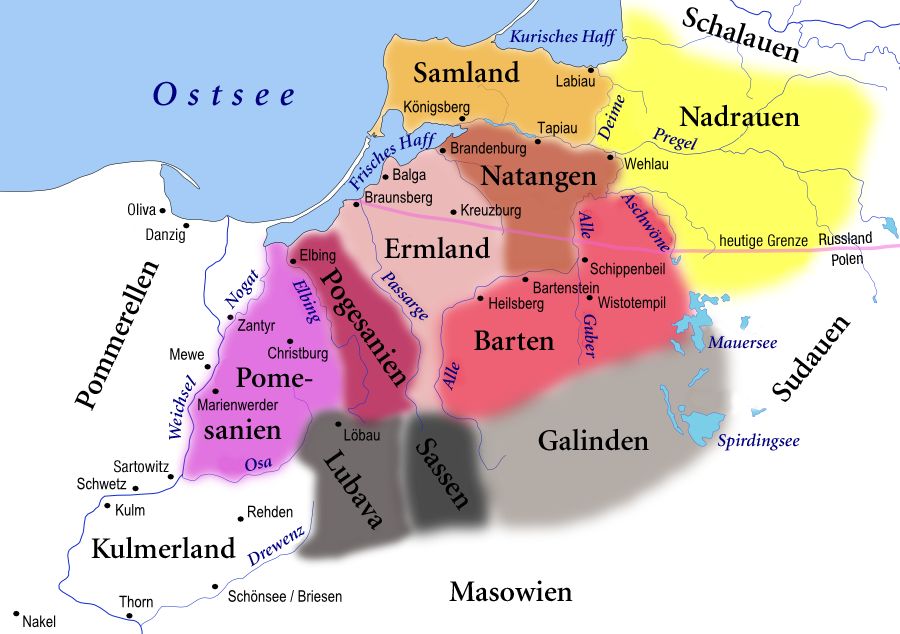
Cultures vieilles-prussiennes vers 1250.

Dans le nord de la Pologne, aucun assemblage archéologique attribué aux Slaves ne peut être daté plus tôt qu'aux environs de 700.
Au IXe siècle, dans la Descriptio civitatum et regionum ad septentrionalem plagam Danubii, (La description des cités et des régions situées au nord du Danube), le Géographe bavarois décrit brièvement la géographie et la répartition des peuples slaves divisés en plusieurs tribus parlant des langues léchitiques (sous-groupe des langues slaves occidentales) : les Polanes dans la région de Grande-Pologne, les Vislanes dans la région de Petite-Pologne, les Slézanes vers Wrocław, Golensizi, Goplanes, Lendiens, Dadodanes (de), Zeriuanes (de), Opolanes (de), Lusitzes (de), etc (liste des tribus slaves médiévales). De cette époque date, pour la Pologne, un paganisme slave, une mythologie slave (liste des divinités slaves), que certain reconstructionnisme néopaïen cherche à revitaliser.

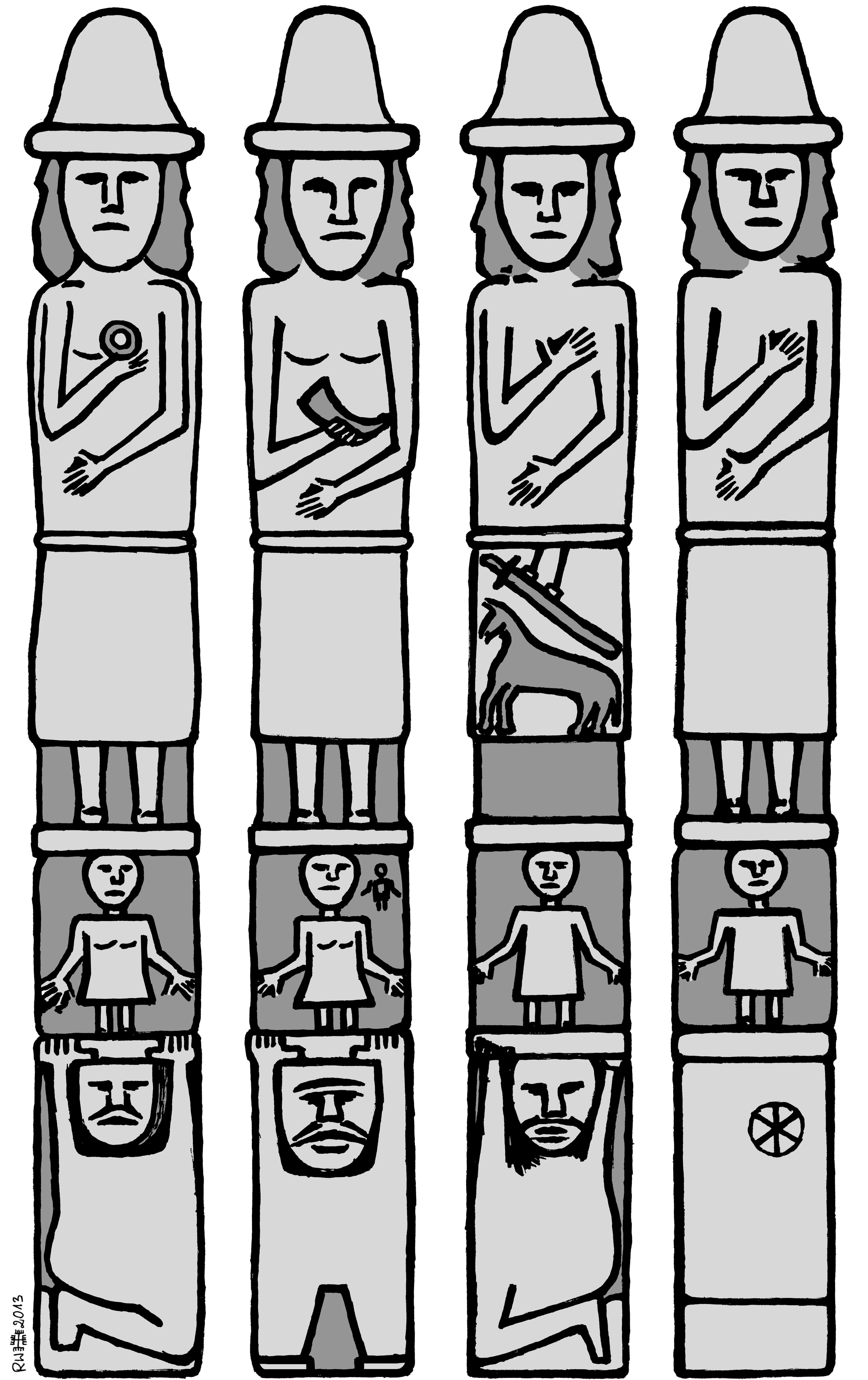
Idole du Zbroutch (IXe).

Les Polanes dominant les autres tribus, donnent leur nom à la Pologne. Des fouilles archéologiques ont permis de mettre au jour des castra (pluriel de castrum), au VIIIe siècle qui attestent l'existence d'une société organisée des Polanes.
En 863, les missions chrétiennes arrivent dans la région : Cyrille et Méthode parlent de concepts christiques et écrivent l'histoire autochtone.
Au XIIe siècle, Gallus Anonymus, chanoine du roi, auteur de la première histoire de la Pologne, Cronica et gesta ducum sive principum Polonorum (en), écrite en latin vers 1109-1113, mentionne pour la première fois le nom d'un souverain des Polanes, Piast le Charron qui serait suivi par son fils Siemovit, puis Lestko et Siemomysł.
Les Sorabes (Wendes, Sorbes, Serbes blancs de Lusace) et les Cachoubes (de Poméranie) forment d'autres peuples slaves occidentaux. Les Masuriens sont des Masoviens (dont les Kurpie (en)) établis en Prusse après la Réforme protestante.
Parmi les voisins non slaves : 
- les peuples baltes : Prussiens, Coures (Couroniens, Kursenieki) ;
- les peuples germaniques (et païens) : Vikings et/ou Varègues (du Sud de la Suède).

## Histoire

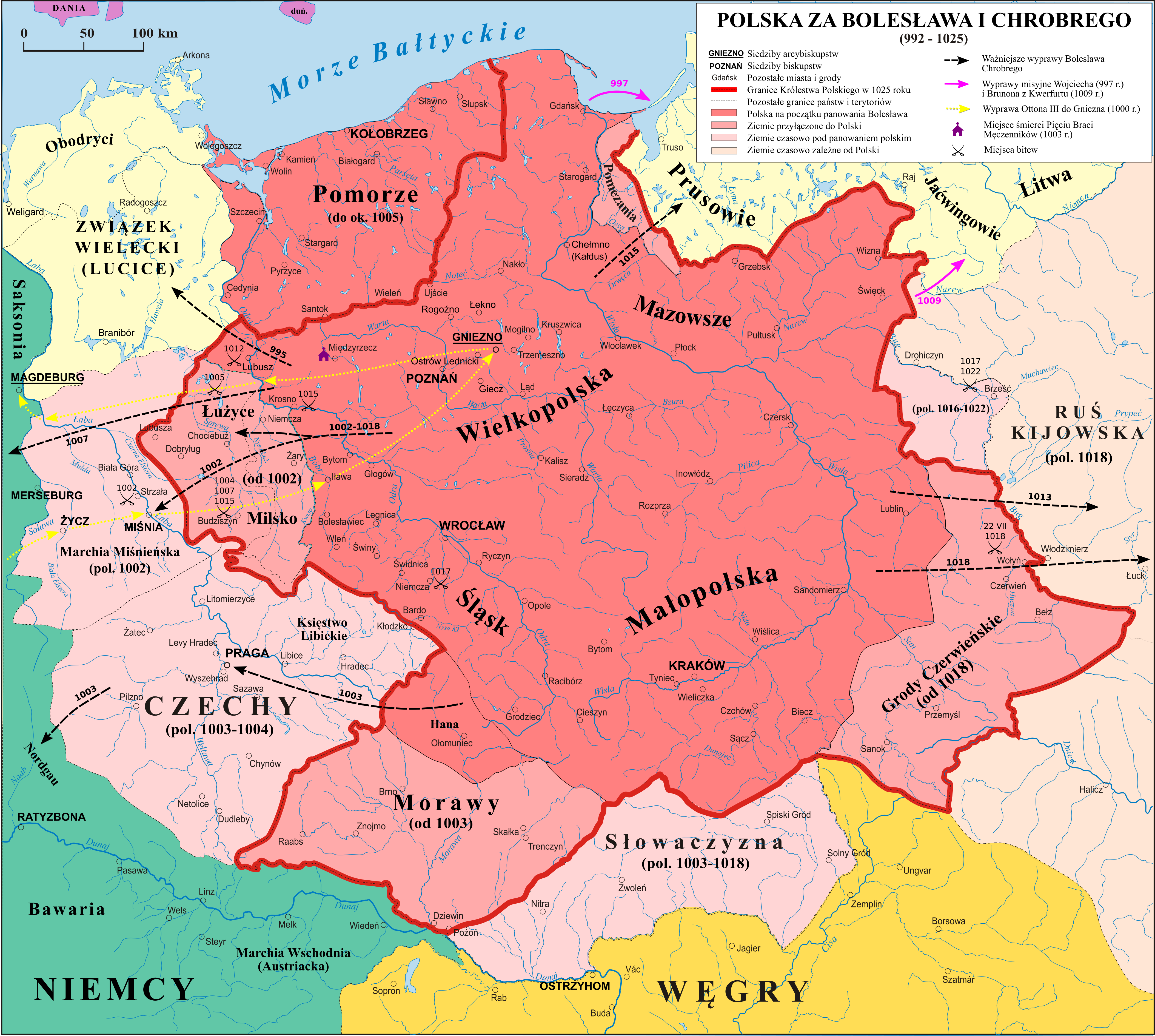
La Pologne en 992/1025.

- Chronologie de la Pologne
- Maison Piast, histoire de la Pologne pendant la dynastie Piast (960-1399) (en)

Trois régions méritent un regard particulier :
- Poméranie, maison de Poméranie, Histoire de la Poméranie (en),
  - Königsberg - Kaliningrad, et Klaipėda - Memel
- Prusse (région), Histoire de la Prusse (rubriques),
  - Prussiens, vieux prussien, Prusse, duché de Prusse, Prusse royale, royaume de Prusse, province de Prusse-Orientale
  - Colonisation germanique de l'Europe orientale, Drang nach Osten, Germania Slavica
  - Croisades baltes, Ordre Teutonique (1190-1809)
- Silésie, Histoire de la Silésie (rubriques)

### Royaume de Pologne entre 1025 et 1138
Le premier souverain historique de la Pologne est Mieszko Ier, qui règne de 960 à 992 sur un vaste territoire qui englobe la Grande-Pologne, la Cujavie, la Mazovie. Il est le fondateur de la dynastie Piast qui règne sur la Pologne de 966 à 1370. Le règne de Mieszko Ier de Pologne et de son fils Boleslas constitue la période d'unification du royaume de Pologne. La capitale est alors Gniezno, à l'est de Poznań. En 966, il se fait baptiser dans le rite latin.
Il conquiert par la suite la Silésie, la Petite-Pologne, la Poméranie. Il doit cependant reconnaître la suzeraineté de l'empereur du Saint-Empire romain germanique, Othon Ier. En 991, est écrit le Dagome Iudex, le plus ancien document relatif à la Pologne, qui énumère les possessions de Mieszko Ier.
Le règne de Boleslas Ier s'étend de 992 à 1025. En 997, Adalbert parti en mission d'évangélisation en Prusse, est tué. Il est canonisé en 999 et inhumé dans la cathédrale de Gniezno. Lors du congrès de Gniezno (11 mars 1000), Boleslas Ier le Vaillant obtient la création d'un premier archidiocèse polonais relevant directement de Rome et non des archevêchés d'Allemagne. Les évêchés de Cracovie, de Kołobrzeg et de Wrocław sont également créés, et placés sous l'autorité du nouvel archidiocèse de Gniezno. Othon III du Saint-Empire proclame Boleslas Frater et Cooperator Imperii (Frère et collaborateur de l'Empire).
À partir de 999, commence une intense activité militaire avec l'occupation de la Moravie puis de la Slovaquie en 1000/1001, de la Lusace et de la Misnie en 1002. En 1003, Boleslas se proclame duc de Bohême et de Moravie, et envoie le moine Antoine à Rome, afin d'obtenir une couronne royale. En 1004, Henri II chasse Boleslas Ier de Prague, celui-ci ne conserve que la Moravie. En août 1005, Henri II lance une attaque à partir de Magdebourg et refoule les Polonais jusqu’à Poznań. En 1007, Boleslas Ier attaque Magdebourg et réoccupe la Lusace. Le 30 janvier 1018, la paix de Bautzen met un terme à la guerre. Boleslas Ier le Vaillant obtient la reconnaissance d'une frontière Ouest. La Pologne garde la Moravie, la Lusace et la région de Milsko, Henri II obtient la Bohême et accepte l'indépendance de la Pologne.
En 1018, Boleslas Ier met sur pied une expédition militaire contre la Rus' de Kiev, la Ruthénie rouge (perdue par son père) et la région de Przemyśl sont ainsi annexées et la frontière avec la Rus' fixée sur le Boug. En 1025, Boleslas Ier le Vaillant est le premier roi couronné de Pologne par l'archevêque de Gniezno, sans l'approbation du pape et de l'empereur, il meurt la même année.
De 1025 à 1034, règne Mieszko II Lambert.
La période se caractérise essentiellement par une guerre de succession entre les frères de Mieszko II : Bezprym et Otton, soutenus par l'Empire et la Rus' de Kiev, contre Mieszko II soutenu par la Hongrie. Après cette période, la Lusace est rendue à l'Empire, la Ruthénie rouge et la région de Przemyśl sont occupées par la Rus' et la Pologne redevient un simple duché sous la suzeraineté de l'empereur. Après l'assassinat de Mieszko II en 1034, se met en place une période de vacance du pouvoir et de révolte païenne, antiféodale jusqu'à 1039. Son fils ainé Boleslas est ainsi assassiné vers 1037. En 1038, Bretislav Ier de Bohême envahit la Silésie, détruit Poznań et Gniezno et dérobe les reliques d'Adalbert de Prague.
En 1039, avec l'aide du Saint-Empire, Casimir Ier monte sur le trône, il s'installe à Cracovie qui devient ainsi capitale. Casimir Ier entame alors une longue guerre de reconquête de la Mazovie et de la Poméranie, régions soutenues par la Bohême, qui renonce rapidement à ses conquêtes polonaises à l'exception de la Silésie. En 1047, la Mazovie est reprise grâce à l’aide de la Rus' de Kiev. La Poméranie orientale est par la suite encore occupée et en 1050, Casimir Ier finit par reprendre la Silésie, mais décède le 28 novembre 1058.
Boleslas II règne de 1058 à 1079, il perd rapidement la Poméranie qui reprend son indépendance. De 1060 à 1063, Boleslas II intervient militairement en Hongrie. En 1069, il lance une campagne militaire contre la Rus' de Kiev, et attaque à nouveau la Bohême en 1071. Le soutien apporté au pape dans la Querelle des Investitures qui l'oppose à l'empereur et les interventions de Boleslas dans les guerres intestines de l'empire lui apportent la reconnaissance de Grégoire VII. Boleslas obtient la création d'un évêché à Płock. Son couronnement, le 25 décembre 1076, déclenche une sérieuse rébellion.Les magnats, adversaires d'un pouvoir monarchique fort, s'opposent à Boleslas à cause des réformes grégoriennes, de sa politique d'indépendance par rapport au Saint-Empire et de son alliance avec la Hongrie.
En 1078, il reprend la Ruthénie rouge. Ayant eu vent d'une conspiration et soupçonnant l'évêque de Cracovie Stanislas d'en être l'instigateur, il le fait arrêter, le condamne à mort et lui fait trancher les membres, le 11 avril 1079. Face à l'indignation et à la révolte des nobles et des prélats, Boleslas est excommunié et s’enfuit en Hongrie.
Ladislas Ier Herman, frère de Boleslas II, règne de 1079 à 1102. Il monte sur le trône grâce au soutien du Saint-Empire, de la Bohême et des magnats après le complot qui renverse Boleslas II. Il se contente du titre de duc, reconnaissant au Saint-Empire une certaine suprématie. Ladislas change radicalement la politique menée par son prédécesseur. Il arrête la Réforme grégorienne ainsi que la politique d'indépendance par rapport au Saint-Empire. Il dénonce l'alliance avec la Hongrie. Ladislas installe sa résidence à Płock. En 1085, Henri IV nomme Vratislav II « roi de Bohême et de Pologne », donnant à celui-ci le droit de succéder à Ladislas, alors sans descendants. De 1089 à 1091, les Polonais lancent des attaques infructueuses contre la Poméranie.
En 1093, des exilés et des dissidents avec l'aide des Tchèques, envahissent la Silésie. De 1097 à 1102, Ladislas Herman est contraint de partager son territoire avec Zbigniew, son fils illégitime, et Boleslas III Bouche-Torse. Zbigniew reçoit la Grande-Pologne, la Cujavie, Sieradz et Łęczyca. Boleslas reçoit la Petite-Pologne, la Silésie, Lubusz. Ladislas conserve la Mazovie et les grandes villes du territoire de Boleslas III.
En 1107, après une lutte intestine entre les deux frères, Zbigniew est évincé du pouvoir par Boleslas III et meurt en 1012. En 1119, après une longue guerre contre la Poméranie, Boleslas III réunit la Poméranie orientale à la Pologne puis la Poméranie occidentale en 1121. En 1124, Boleslas III confie la christianisation de la Poméranie occidentale à Othon de Bamberg, évêque de Brandebourg. Celui-ci entreprend, en 1128 une deuxième mission de christianisation en Poméranie, sous le patronage du roi germain Lothaire II.
En 1133, le pape Innocent II, subissant les pressions du Saint-Empire, publie une bulle pontificale refusant l'indépendance de l'archevêché de Gniezno. Tous les évêchés polonais sont rattachés à celui de Magdebourg. En août 1135, à Mersebourg, Boleslas III Bouche-Torse se reconnaît vassal de l'empereur Lothaire II et accepte de lui payer un tribut annuel. En échange, il obtient l'indépendance de l'archevêché polonais, mais la Poméranie occidentale devient fief de l'empereur Lothaire. Le 7 juillet 1136, la Bulle de Gniezno du pape Innocent II confirme l'indépendance de l'Église polonaise.
La mort de Boleslas III, le 28 octobre 1138, marque le début du démembrement territorial de la Pologne. Le pays est partagé entre ses quatre fils, qui reçoivent chacun un duché héréditaire. Ladislas II le Banni reçoit la Silésie, Boleslas IV le Frisé reçoit la Mazovie et la Cujavie, Mieszko III le Vieux reçoit la Grande-Pologne, Henri reçoit le duché de Sandomierz. Ladislas II le Banni, devient le princeps et à ce titre, gouverne également sur la Petite-Pologne, la Grande-Pologne orientale, la Poméranie occidentale et la Poméranie orientale. C'est lui qui décide en dernier ressort sur les questions de politique étrangère, conclut les traités, déclare les guerres, a le droit d'investiture, est le chef et le juge suprême.

### Démembrement territorial de la Pologne (1138-1320)
De la mort de Boleslas III Bouche-Torse en 1138 au couronnement de Ladislas Ier en 1320, la Pologne subit une période de « démembrement territorial » (rozbicia dzielnicowego en polonais), c'est-à-dire une fragmentation progressive du pays en nombreux duchés. Durant cette longue période, en l'absence d’État fort, le pays voit l'importance de la noblesse et le haut clergé croître significativement. Le pays a subi également une forte pression de la marche de Brandebourg sur la Poméranie et la Grande-Pologne et de la Bohême sur la Silésie.
Les ordres religieux se développent au XIIe siècle. La réforme cistercienne pénètre les monastères et les abbayes. L'usage de l'écriture se généralise. Les chartes rédigées en latin, abondantes, fondent le droit écrit. Les premiers textes en polonais datent du XIIe siècle. Il s'agit de poésie ou de prose ecclésiastique.
Au XIIIe siècle, le développement des villes est accéléré par l'arrivée de marchands allemands : Cracovie, Wrocław, Poznań, Gdańsk, etc. Ils apportent les droits de Magdebourg et constituent un patriciat, tandis que les Polonais détiennent l'artisanat et les services. Ces cités obtiennent le privilège d'élire un maire et bénéficient d'exemptions fiscales et militaires. Un grand commerce se développe le long de la Vistule par laquelle les marchandises hongroises (vin, cuivre) transitent jusqu'à Gdańsk, qui exporte à son tour du blé polonais. Le plan des cités se trouve modifié. Le castrum et le suburbium s'effacent au profit de la place du marché bordée par l'hôtel de ville.

### Période de 1320 à 1385
Ladislas Ier n'est, en 1275, que duc de Brześć Kujawski et de Dobrzyń nad Wisłą, en Cujavie, puis en 1288, à la mort de son frère Lech II le Noir, devient duc de Sieradz. Par la suite, il acquiert les droits sur la Petite-Pologne et s'empare du duché de Sandomierz. Mais en 1292, il est contraint de rendre hommage à Venceslas II et de signer un accord stipulant qu'il renonce à la Petite-Pologne. Par la suite il hérite de son frère du duché de Łęczyca. Il succède à Przemysl II en Grande-Pologne et en Poméranie mais doit combattre Henri III de Głogów. Après un exil, il s'empare ou reprend alors de Wiślica et de Lelów, des duchés de Sandomierz, Sieradz, Łęczyca et Brześć. Devenu duc de Cracovie, Ladislas Ier s'installe au Wawel, le 1er septembre 1306. Après la prise de la Poméramie, il est attaqué par le Brandebourg et les Chevaliers teutoniques qui s'emparent de la Poméramie. À la mort d’Henri III de Głogów le 9 décembre 1309, il récupère l'ensemble de la Grande-Pologne.
Le 20 janvier 1320, Ladislas Ier dit le Bref se fait couronner par Janisław, nouvel archevêque de Gniezno, à Cracovie dans la cathédrale du Wawel. Cracovie devient la capitale de la Pologne. Après de nombreux conflits avec l'ordre Teutonique (de 1329 à 1331), un armistice est signé, accordant la région de Poméramie, de Dobrzyń et de Cujavie, à l'ordre Teutonique. En 1331, Ladislas tient une diète générale, où il appelle pour la première fois la noblesse à délibérer avec les sénateurs sur les affaires du pays.
Casimir III lui succède en 1333. Il annexe la Galicie, la Volhynie, la Podolie et la Mazovie. En 1343, il conclut le Traité de Kalisz avec l'ordre Teutonique et reçoit la Cujavie. Il réforme la législation polonaise, fonde des hôpitaux, des collèges, ainsi que l'Académie de Cracovie (Akademia Krakowska) en 1364. La capitale polonaise devient ainsi peu à peu une centre diplomatique et intellectuel important. Casimir accorde aux Juifs persécutés sa protection. À sa mort s'éteint la dynastie des Piast.
Son neveu, Louis Ier de Hongrie, règne sur la Pologne à partir de 1370, mais il laisse rapidement le pouvoir à sa mère Élisabeth Piast, qui gouverne la Pologne en son nom jusqu'à sa mort en 1382. La noblesse polonaise choisit alors pour roi sa fille Hedwige d'Anjou. Celle-ci ceint la couronne de Pologne, le 15 octobre 1384 à Cracovie.

### La dynastie des Jagellons (1384-1572)

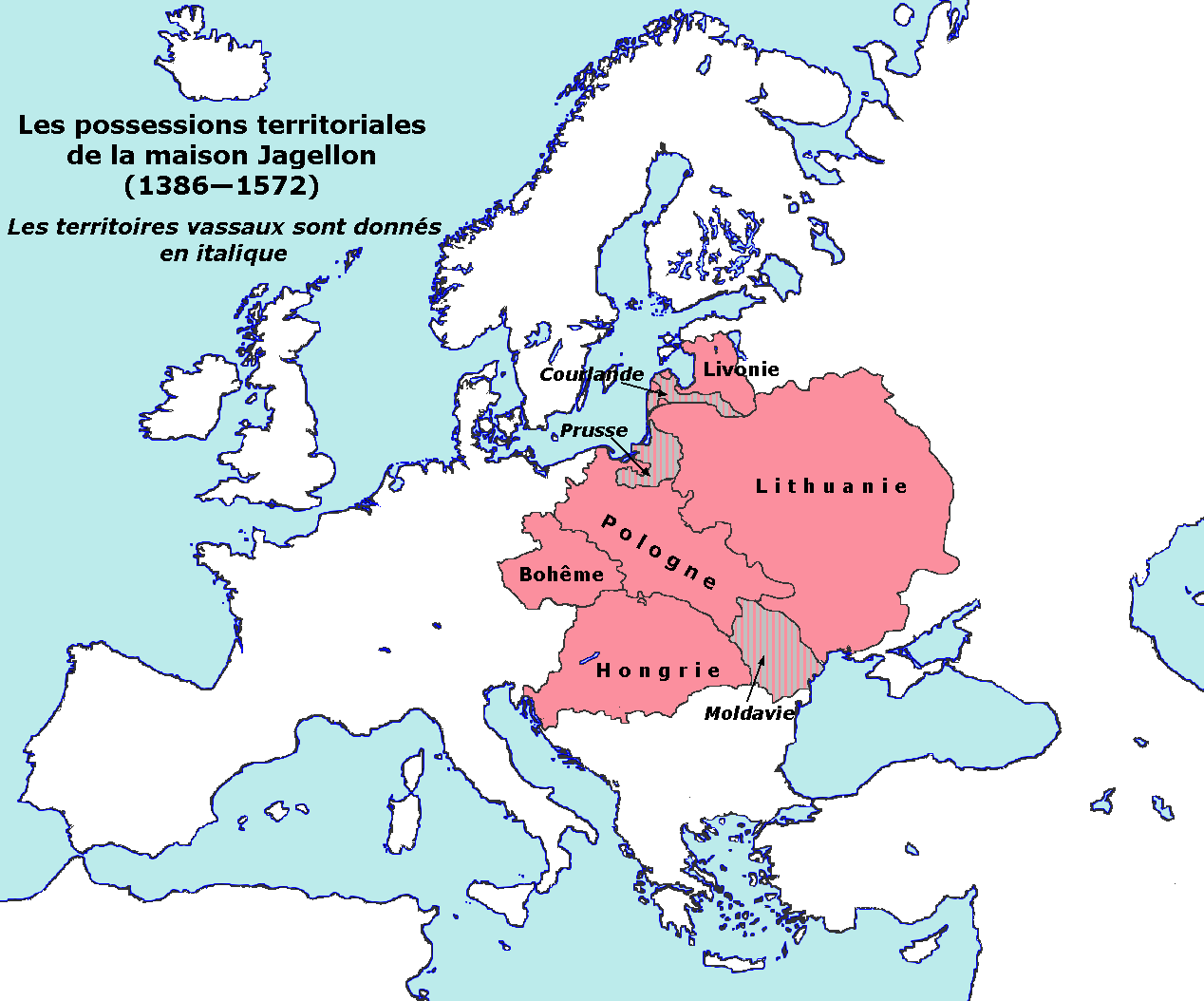
Extension maximale de la Maison Jagellon.

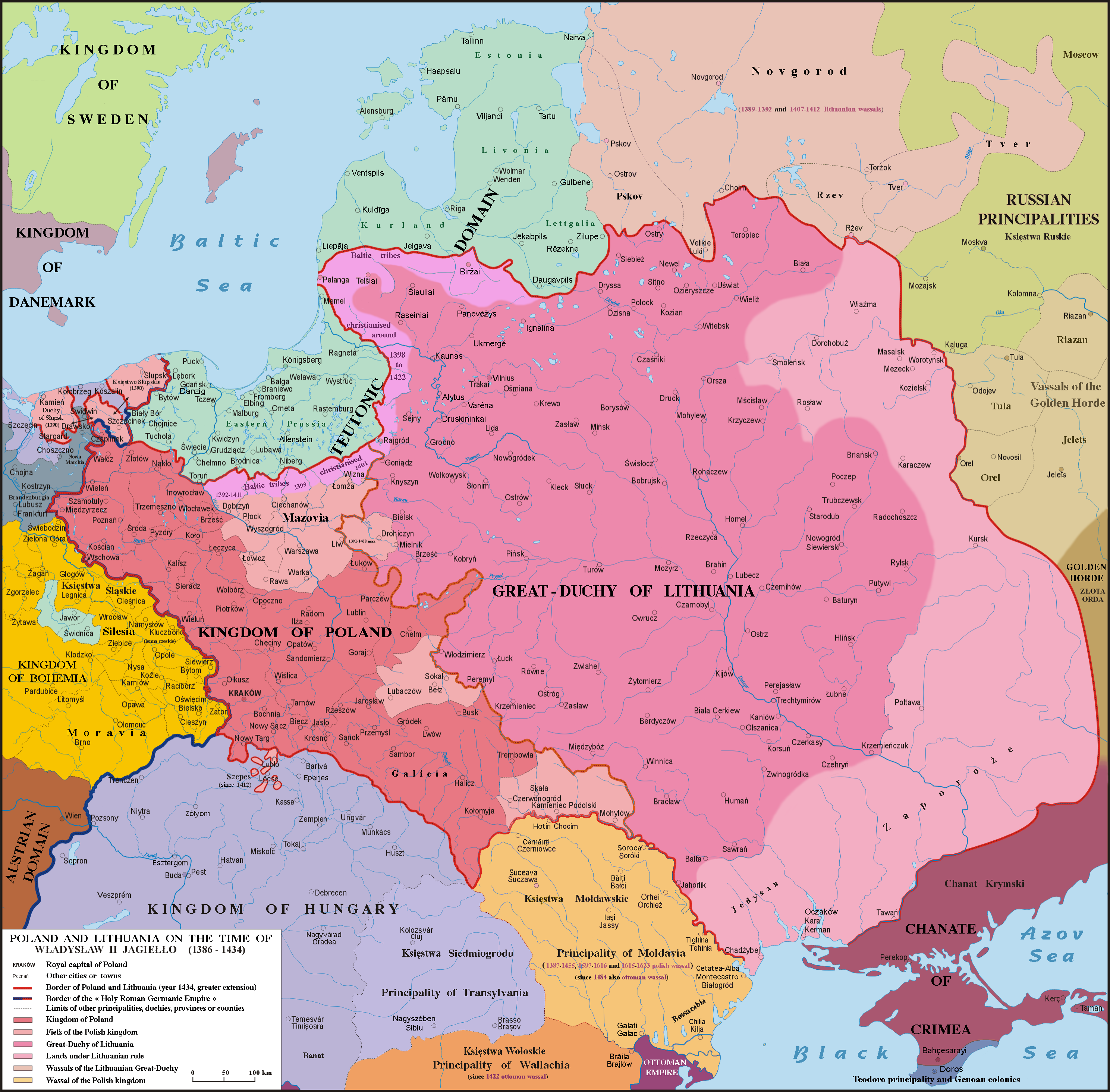
L'Union de Pologne-Lituanie de 1386 à 1434.

En 1385, la reine de Pologne, Hedwige d'Anjou et le grand-duc de Lituanie, Ladislas II Jagellon signent l'Union de Krewo qui marque le commencement de l'Union de Pologne-Lituanie, sous la dynastie lituanienne des Jagellon. Jagiełło se convertit au christianisme catholique et épouse Hedwige. Il devient ainsi roi de Pologne sous le nom de Ladislas II Jagellon, après son élection par le parlement polonais, la Diète de Pologne (Sejm).
En 1387, la principauté de Moldavie devient l'alliée et la vassale de la Pologne. En 1392, Jagellon laisse le grand-duché de Lituanie, à son cousin Vytautas. Celui-ci est défait à la bataille de la Vorskla, en 1399, face à la Horde d'or. En 1401, Vytautas le Grand devient formellement grand-duc de Lituanie par l'Union de Vilnius et Radom. La Lituanie se voit alors accorder une large autonomie, même si Ladislas II Jagellon reste son suzerain. En 1404 Vytautas acquiert Smolensk et entre en guerre contre la principauté de Moscou de 1406 à 1408.
En 1409, une guerre oppose alors le royaume de Pologne-Lituanie à l'ordre Teutonique. La bataille de Grunwald, ou bataille de Tannenberg, en 1410, voit s'affronter entre 11 000 et 27 000 hommes de l'ordre Teutonique, contre une coalition lituano-polonaise composée de 16 000 à 39 000 hommes. À la paix de Toruń, en 1411, l'ordre Teutonique perd la Samogitie et doit payer une importante rançon.
En 1413, l'Union de Horodło est établie. Si elle donne plus d'autonomie au grand-duché de Lituanie, elle marque l'acculturation progressive de la région. Mais seuls les Lituaniens catholiques ont accès aux charges du royaume de Pologne. La noblesse lituanienne devient de plus en plus influencée par la culture chrétienne et la langue polonaise. À la même époque, à l'image du Saint Empire, beaucoup de villes obtiennent d'être règlementées par le droit de Magdebourg. En 1422, la guerre de Gollub oppose pendant deux mois l'Union de Pologne-Lituanie à l'État monastique des chevaliers Teutoniques. Le traité de Melno marque définitivement la frontière entre les deux États.
En 1447, trois ans après la mort de Ladislas III à la Bataille de Varna, le grand-duc Casimir devient roi de Pologne sous le nom de Casimir IV Jagellon. La Pologne et la Lituanie sont désormais dirigées en union personnelle par un seul et même souverain.
En 1454, les Prussiens se soulèvent contre l'ordre Teutonique. À la demande des représentants des principales cités, la Prusse est incorporée à la Pologne. Cet acte marque le début de la guerre de Treize Ans entre l'ordre Teutonique et la Pologne. Au Traité de Thorn en 1466, la Pologne victorieuse reçoit l'est de la Poméranie orientale, Elbląg, Marienbourg et Chełmno. Casimir IV de Pologne réunit brièvement les couronnes de Bohême (entre 1471 et 1526) et de Hongrie (entre 1490 et 1526) à celle de Pologne. En 1497, sous le règne de Jean Ier Albert (de 1492 à 1501), la Moldavie quitte l'alliance polonaise et devient vassale de l'Empire ottoman, dont la puissance grandit et commence à menacer la Pologne et la Lituanie par le sud.
C'est également à l'époque de Jean Ier Albert que la diète est restructurée entre un sénat et une chambre de députés. Constituée de nobles élus localement, elle acquiert de nombreux avantages et voit son influence grandir.
En 1499 est décrétée l'Union de Cracovie et Vilnius, suivie en 1501, par l'Union de Mielnik (en). À la fin du XVe siècle, la Pologne compte à peu près 10 000 juifs, certains venus d'Italie, beaucoup d'autres d'Allemagne. Le pays leur apparaît comme une sorte de « terre promise » par contraste avec la situation qui leur est imposée dans les autres pays d'Europe où on les expulse comme en Angleterre, en Espagne et en France, où on les enferme dans des ghettos comme en Allemagne et en Italie, et où on les convertit de force comme en Espagne et au Portugal.
En 1505, sous le règne de Alexandre Ier, est écrite la constitution Nihil novi, qui fixe les bases du parlementarisme polonais, interdisant au monarque de prendre des décisions importantes sans l'avis de la Diète.

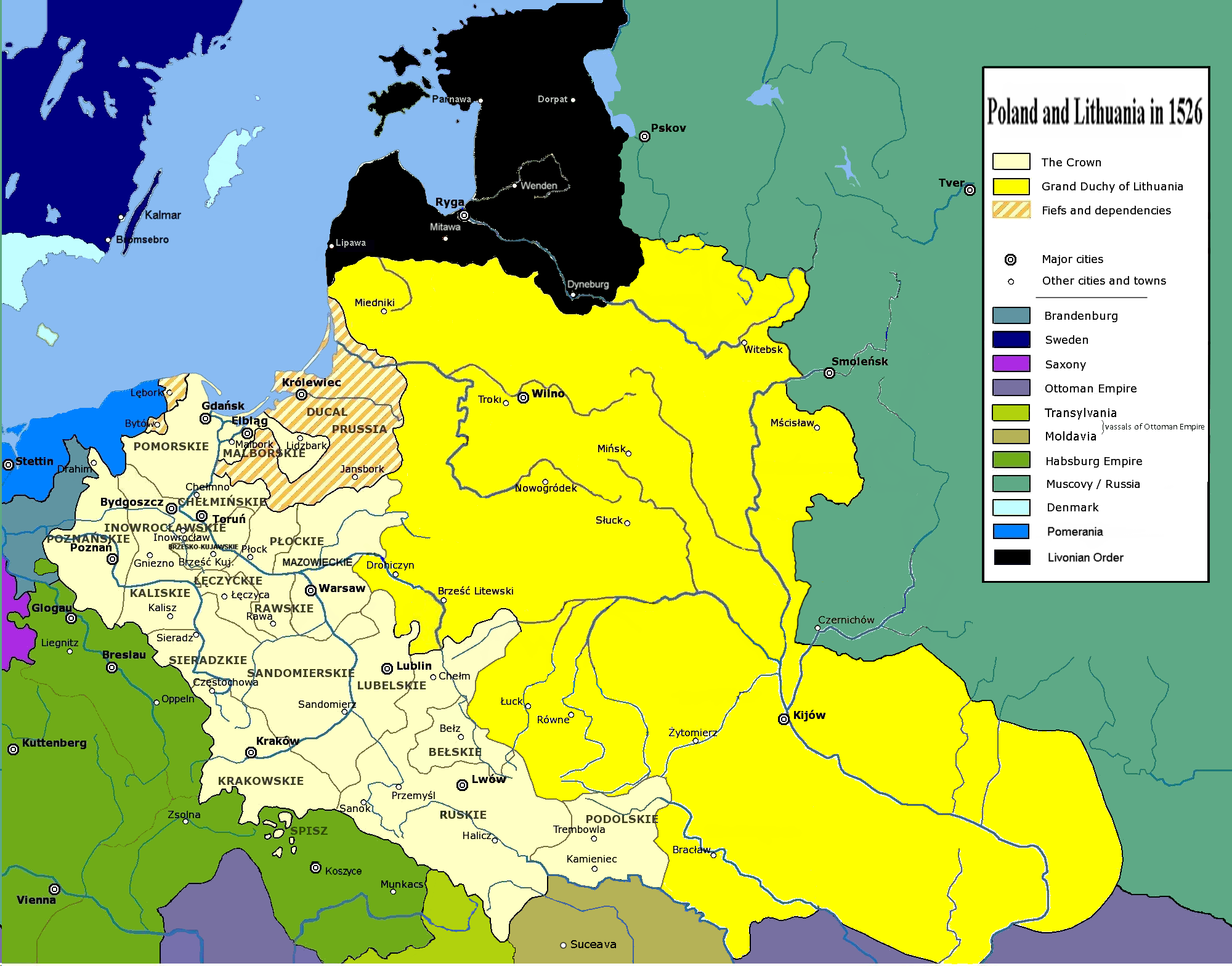
L'Union de Pologne-Lituanie en 1526 (en jaune et beige).

Durant le règne de Sigismond Ier, de 1508 à 1548, le pays est en guerre par trois fois avec la grande-principauté de Moscou de 1507 à 1508, de 1512 à 1522 et de 1534 à 1537. Il subit une guerre contre les Tatars de Crimée vers 1512 et une guerre contre la Prusse, de 1519 à 1521. En 1525, Albert de Brandebourg sécularise les possessions de l'ordre Teutonique dont il est le grand maître, se convertit au protestantisme et en tant que duc de Prusse, rend hommage à son oncle, le roi de Pologne.
Le règne de Sigismond II (de 1548 à 1572) est marqué par la guerre de Livonie qui oppose, de 1558 à 1582, Ivan le Terrible à une alliance formée du Danemark, de la Suède, du grand-duché de Lituanie et du royaume de Pologne. En 1561, le grand maître de l'ordre des Chevaliers Porte-Glaive, Gotthard Kettler, sécularise à son tour son ordre et soumet son État à la couronne de Pologne, par le Pacte de Wilno. En 1563, le tsar Ivan le Terrible occupe Polotsk.
La création de la république des Deux Nations, par l’Union de Lublin en 1569 marque la fin du règne de Sigismond II Auguste, dernier roi de la dynastie Jagellonne. Sa mort en 1572 est suivie d'un interrègne de trois ans pendant lequel des ajustements sont faits au système constitutionnel, qui permet à la noblesse d'augmenter sa puissance et d'établir une véritable monarchie élective.

### République des Deux Nations (1569-1795)

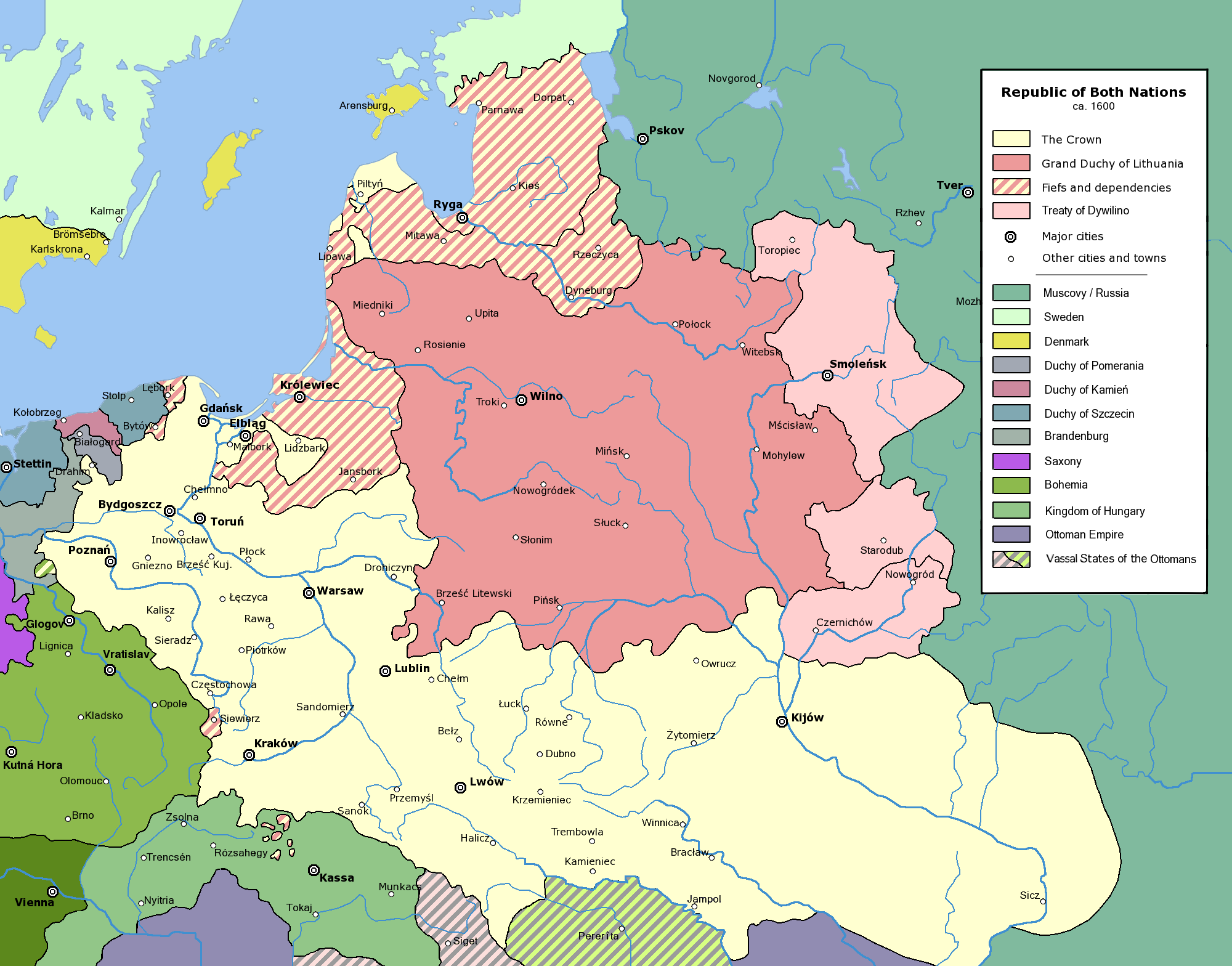
La république des Deux Nations à son apogée en 1600.

La république des Deux Nations (Rzeczpospolita Obojga Narodów), extension de l'Union de Pologne-Lituanie existant depuis 1386, est concrétisée par la signature, en 1569, du traité de l'union de Lublin qui unit le royaume de Pologne et le grand-duché de Lituanie en un seul État. Le royaume couvre alors un territoire qui va de la mer Baltique à la mer Noire et jusqu'aux portes de Moscou. La capitale est Cracovie. L'Union de Pologne-Lituanie a deux diètes et deux sénats situés chacun à Cracovie et Vilnius. La Pologne et la Lituanie conservent leurs armées, leurs administrations et leurs lois propres.
La Rzeczpospolita est un système politique, appelé « Liberté dorée », caractérisé par un pouvoir monarchique encadré et élu par une diète, la Diète de Pologne (Sejm), contrôlée par l'aristocratie polonaise, la Szlachta. Cette noblesse polonaise représente toutefois presque 15 % de la population et plus encore autour de Varsovie, devenue capitale en 1596. Les nobles obligent le roi à céder de ses prérogatives, notamment en ce qui concerne les impôts, l'armée et la justice. Ainsi, le monarque polonais, à l'époque où les monarchies européennes « s'absolutisent », est au contraire affaibli. À son élection, le roi est obligé de signer les articles henriciens ainsi que la Pacta conventa polonaise.
En raison surtout de leur prépondérance quantitative, les Polonais dominent la république. Ils possèdent 134 sièges au Parlement, tandis que les Lituaniens n'en possèdent que 46. Les deux États composant la nouvelle république sont formellement égaux, mais en réalité la Pologne prend une part prépondérante dans l'union, ainsi l'ensemble de l'actuelle Ukraine passe de la souveraineté du grand-duché de Lituanie à celle de la Pologne. La tolérance religieuse est une autre caractéristique majeure de la Rzeczpospolita, notamment après 1573 date de l'édification de la Confédération de Varsovie. Si la majeure partie des paysans est restée catholique, de nombreux nobles se sont convertis au protestantisme, au luthéranisme, mais surtout au calvinisme. La Pologne a donné abri, en particulier dans la ville de Leszno, aux Frères tchèques qui veulent échapper à la re-catholicisation de la Bohême entreprise par les Habsbourg. Enfin, la Rzeczpospolita compte alors une très importante population juive (5 à 10 % de la population totale), en particulier dans les villes et surtout dans la partie orientale du pays.
Le premier roi élu de la république est Henri de Valois de 1573 à 1575. De 1576 à 1586, il est suivi d'Étienne Báthory, qui devient Roi en se mariant avec Anna Jagellon, sœur de Sigismond Auguste. En 1577, Báthory fait le siège et reprend Dantzig. En 1578, il transforme l'académie de Vilnius en université. Il remporte deux campagnes militaires contre le tsarat de Russie, fait le siège de Pskov et conclut la paix de Jam Zapolski, mettant fin à la guerre de Livonie.
Sigismond III, issu de la dynastie des Vasa, règne alors de 1588 à 1632. Après un conflit avec Maximilien III d'Autriche, faisant suite à élection[pas clair], la rébellion de Zebrzydowski éclate en 1606 et dure jusqu'en 1609.
Par l'Union de Brest, en 1596, l'Église orthodoxe de la république passe de l'autorité du Patriarche de Constantinople à celle du pape, par la création de l'Église grecque-catholique ukrainienne. La décision ne règle cependant qu'une partie des conflits et rencontre l'opposition de notables, de Ruthènes fidèles à l'Église orientale et surtout des Cosaques.L'expansion rapide de la Contre-Réforme catholique se fait vivement ressentir dans la république des Deux Nations et la religion devient une importante source de conflits. Le roi Sigismond III encourage fortement les Jésuites, qui, en faisant abjurer les Protestants et en convertissant aussi les Orthodoxes, lui permettent d'imposer sa propre religion. En un siècle, la population juive passe de 10 000 à 150 000 personnes. À la fin du XVIe siècle, elle représente environ 2 % des Polonais.
La république des Deux Nations atteint son âge d'or dans la première moitié du XVIIe siècle. Son parlement puissant, la Sejm est dominé par les nobles, peu disposés à s'impliquer dans la guerre de Trente Ans qui dévaste la majeure partie de l'Europe. La république peut défendre ses propres intérêts contre la Suède, la Russie, et les vassaux de l'Empire ottoman au cours de nombreuses guerres (notamment contre la Suède de 1600 à 1629) et a tout le loisir de mener des offensives expansionnistes, parfois réussies, contre ses voisins. Elle mène plusieurs invasions contre le tsarat de Russie, alors affaibli par une période de troubles internes. Durant la Guerre polono-russe de 1605-1618, ses troupes occupent Moscou, du 27 septembre 1610 au 4 novembre 1612, jusqu'à ce qu'elles soient éconduites par un soulèvement patriotique de la nation russe. Par le traité de Déoulino en 1618, la république acquiert les régions autour de Tchernihiv et de Smolensk. De 1619 à 1629, elle atteint sa superficie maximale. Pendant la guerre polono-turque de 1620-1621, elle est marquée par les importantes batailles de Cecora et de Khotin.
Le traité d'Altmark marque une trêve dans les conflits à répétition avec la Suède. Par ce traité, une partie de la Livonie est cédée à la Suède, ainsi que d'importants axes et ports sur le littoral de la Baltique. En 1635, durant le règne de Ladislas IV Vasa, le traité d'Altmark est confirmé par le traité de Stuhmsdorf.
La guerre contre l'Empire ottoman marque le début du règne de Ladislas IV Vasa. En parallèle, de 1632 à 1634, se déroule la guerre de Smolensk entre la République et le tsarat de Russie. La paix est conclue par le traité de Polanów. La Pologne doit céder les régions autour de Tchernihiv et de Smolensk acquises en 1618, lors du Traité de Déoulino.

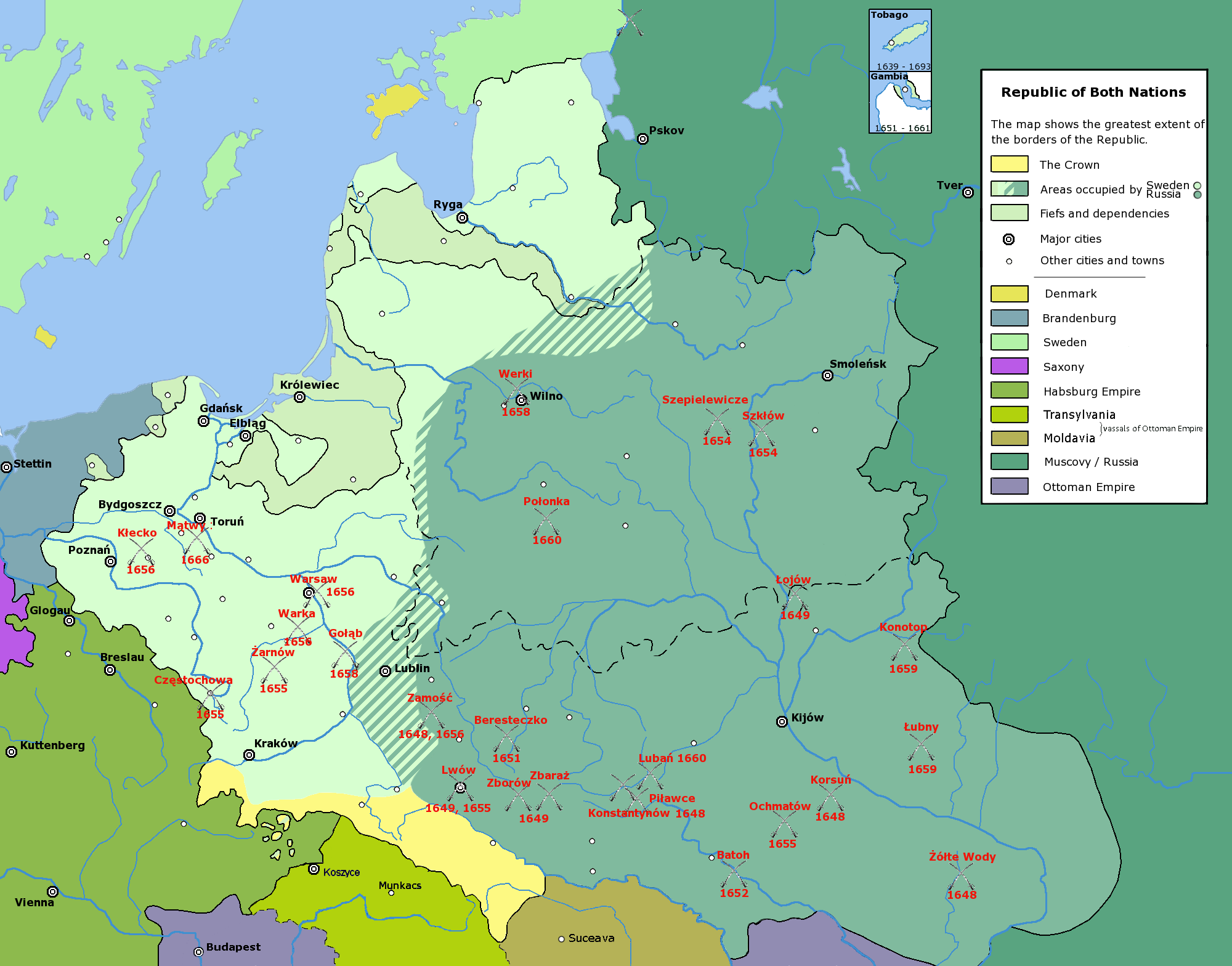
L'occupation maximale de la république des Deux Nations par la Suède, le tsarat de Russie et le Brandenburg durant le Déluge.

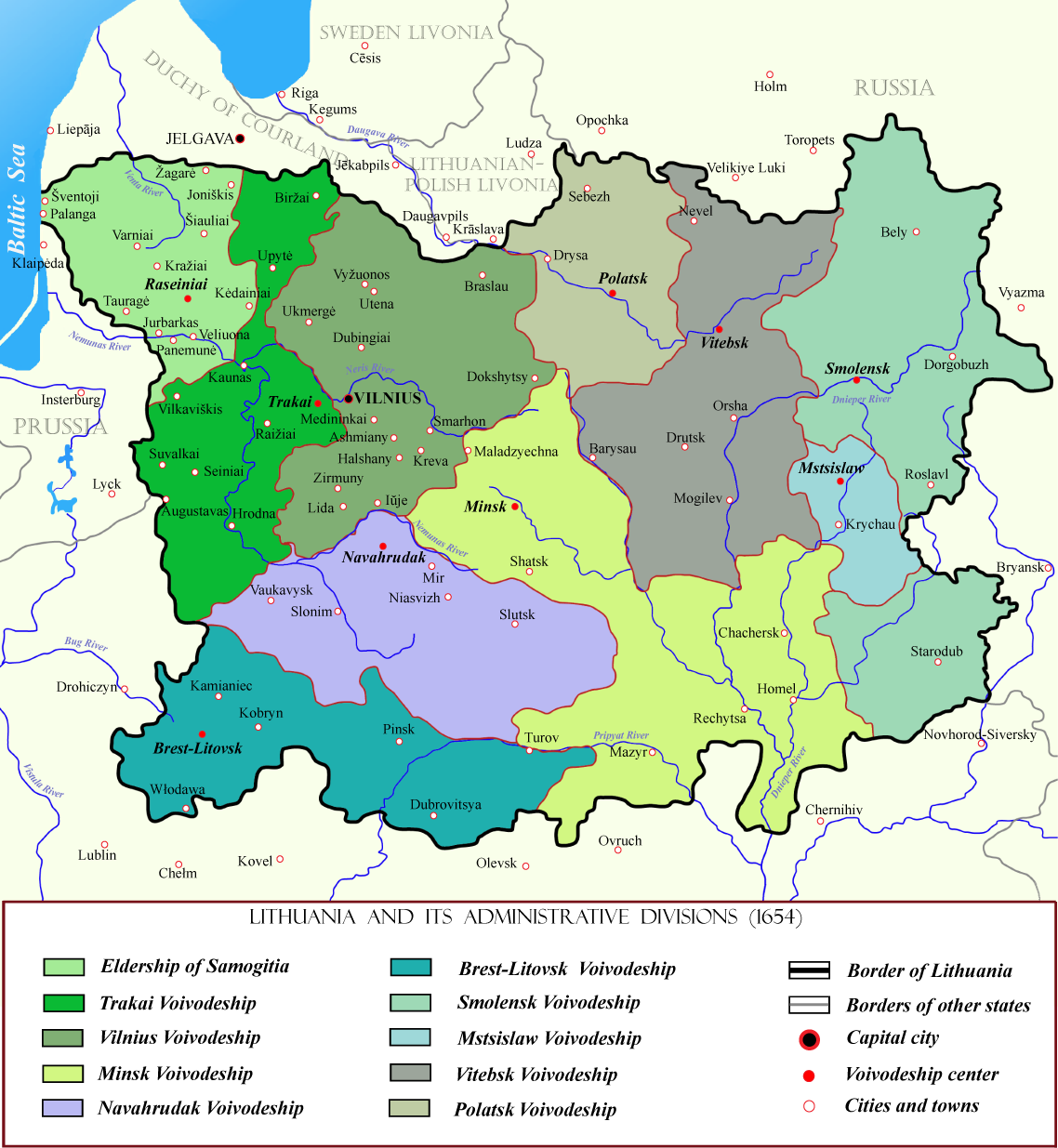
L'organisation administrative du grand-duché de Lituanie en 1654.

Après une période de paix d'environ quinze ans qui caractérise la fin du règne de Ladislas IV, le règne de Jean II Casimir Vasa, de 1648 à 1668, est marqué par l'affaiblissement de la République. L'invasion des armées suédoises, russes, cosaques, prussiennes et transylvaniennes entre 1655 et 1660 marque une période appelée « Déluge ». Le premier choc est porté par la plus grande rébellion cosaque de l'histoire : le soulèvement de Khmelnytsky, soutenue par le Khanat de Crimée, dans les territoires orientaux de Kresy, qui demandent la protection du Tsar de Russie en 1654. L'influence russe grandit graduellement jusqu'à supplanter l'influence polonaise en Ukraine.
L'autre coup est porté par la première guerre du Nord, en 1655, soutenue par les troupes de Georges II Rákóczi, duc de Transylvanie et Frédéric Guillaume Ier, électeur de Brandebourg. Celle-ci a pour but de défendre les Polonais face aux Russes, qui saisissent l'occasion des luttes cosaques pour tenter d'envahir la République. Mais le roi de Suède, Charles X Gustave, veut en compensation faire de la république des Deux Nations sa vassale et placer à la tête de l'union polono-lituanienne la famille Radziwiłł. Parallèlement à l'attaque et à la prise par la Suède de l'ensemble de la côte de la Baltique, le tsar Alexis Ier (tsar de Russie) prend successivement Polotsk, Vitebsk, Smolensk, et Moguilev en 1654, puis Grodno, Kovno, et Vilnius l'année suivante.
Jean II Casimir réussit pourtant à opposer une ferme résistance. En 1657, les Suédois doivent quitter le territoire. Les Russes sont défaits en 1662 grâce à l'intervention ottomane. Les autres ennemis de la République, la Transylvanie et la Prusse, sont battus peu de temps après, mais la Prusse gagne en 1657, par le traité de Bromberg, sa liberté vis-à-vis de la Pologne, dont elle était vassale. Le traité d'Hadiach est signé avec les Cosaques en 1658. Enfin, le traité d'Oliva marque en 1660 la fin de la Première guerre du Nord avec la Suède. Tandis qu'une nouvelle guerre avec le khanat de Crimée éclate en 1666, la trêve d'Androussovo, signée en 1667, met fin à la Guerre russo-polonaise. Le tsar ne garde que Smolensk et l'Ukraine de la rive gauche. La frontière russo-polonaise se fixe sur le Dniepr.
De 1674 à 1696, durant le règne de Jean III Sobieski, bien que soutenue par les forces de l'empereur Léopold Ier, la République est marquée par une série de guerres avec l'Empire ottoman. En 1683, la Bataille de Vienne marque un tournant final dans une lutte de 250 ans, entre les forces de l'Occident chrétien et l'Empire ottoman. Pour ce siècle de longs combats contre l'avancée musulmane, la République gagne le titre d'Antemurale Christianitatis (rempart du christianisme). En 1686, le traité de paix éternelle, entre la Pologne et la Russie, confirme la trêve d'Androussovo. Sous le règne de Jean III Sobieski, à partir de 1677, est construit le palais de Wilanów à Varsovie.
En 1697, le duc de Saxe, Auguste II est élu roi de Pologne. Le pays se joint à la grande guerre du Nord, qui oppose essentiellement l'Empire russe à la Suède, entre 1700 et 1721.
À sa mort en 1733, se tient la guerre de Succession de Pologne qui va durer jusqu'en 1738 entre Auguste III (de Pologne), soutenu par l'Autriche et la Russie, et Stanislas Ier, soutenu par la France, la Suède et la Bavière. Les armées russes profitent de l'affaiblissement de la République pour y installer des troupes et accroître leur influence. La guerre se termine en 1738 par le traité de Vienne, alors que le roi saxon Auguste III accède au trône. Il ne paraît pas en Pologne, mais engage la démilitarisation et la neutralisation du pays dans un système européen qui veut que la Pologne ne soit pas soumise à un seul protecteur. À la Sejm, huit assemblées sur dix sont rompues par suite du liberum veto introduit en 1652. Les diplomaties de France, d’Autriche et de Russie interviennent dans les discussions à coup d’argent ; les familles des magnats suivent les uns ou les autres selon leurs intérêts propres, et d’âpres luttes se déclenchent entre les Potocki et les Czartoryski.
Stanislas II (de Pologne) est couronné en 1764. Il sera le dernier roi indépendant de l'union du royaume de Pologne et du grand-duché de Lituanie. Son règne est marqué par une révolte nobiliaire contre l'ingérence de la Russie, la confédération de Bar.

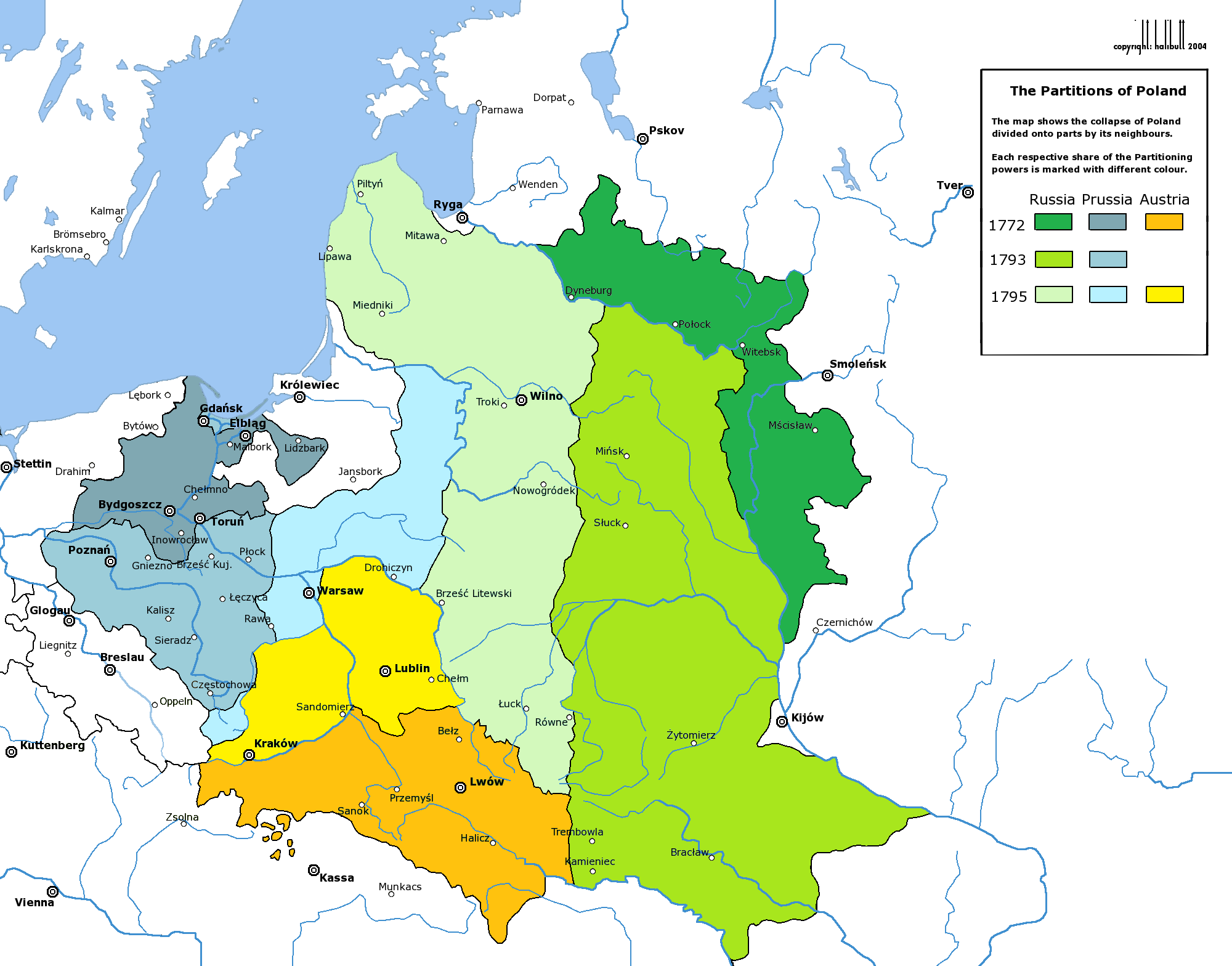
Les 3 Partitions de la république des Deux Nations.

Profitant de la faiblesse du pouvoir polonais Frédéric II de Prusse s'entend avec Catherine II de Russie et Marie-Thérèse d'Autriche pour satisfaire leur appétit commun d'expansionnisme. Le 5 août 1772, la Russie, la Prusse et l'Autriche signent un traité, ratifié le 30 septembre par la Diète polonaise. Ce premier partage de la Pologne, l'ampute du tiers de sa population et de son territoire :
- la Russie reçoit les territoires à l'est de la ligne formée par différents cours d'eau : la Dvina, le Prut, et le Dniepr ;
- la Prusse obtient la riche région de la Prusse royale, peuplée à 90 % d'Allemands, avec la partie nord de la Grande-Pologne (Wielkopolska), peuplée de Polonais ;
- l'Autriche obtient la Petite-Pologne (Małopolska), le sud du bassin de la Vistule et l'ouest de la Podolie.

De 1788 à 1792, la Sejm tente bien trop tardivement une réforme qui aboutit à la Constitution polonaise du 3 mai 1791. Elle reçoit une forte opposition d'une partie de la noblesse, la complicité de certains magnats qui signent un traité de privilèges à Saint-Pétersbourg en 1792, la Confédération de Targowica et des puissances étrangères qui déclenche la crise finale de l'État. La Russie impériale, le royaume de Prusse et la monarchie des Habsbourg procèdent, en 1793, à un deuxième partage, auquel l'Autriche ne prend pas part. Après l'insurrection de 1794, commandée par Tadeusz Kościuszko, la république de Deux Nations est complètement effacée de la carte de l'Europe en 1795 par le troisième partage de la Pologne.

### La fin de l'indépendance (1772-1915)

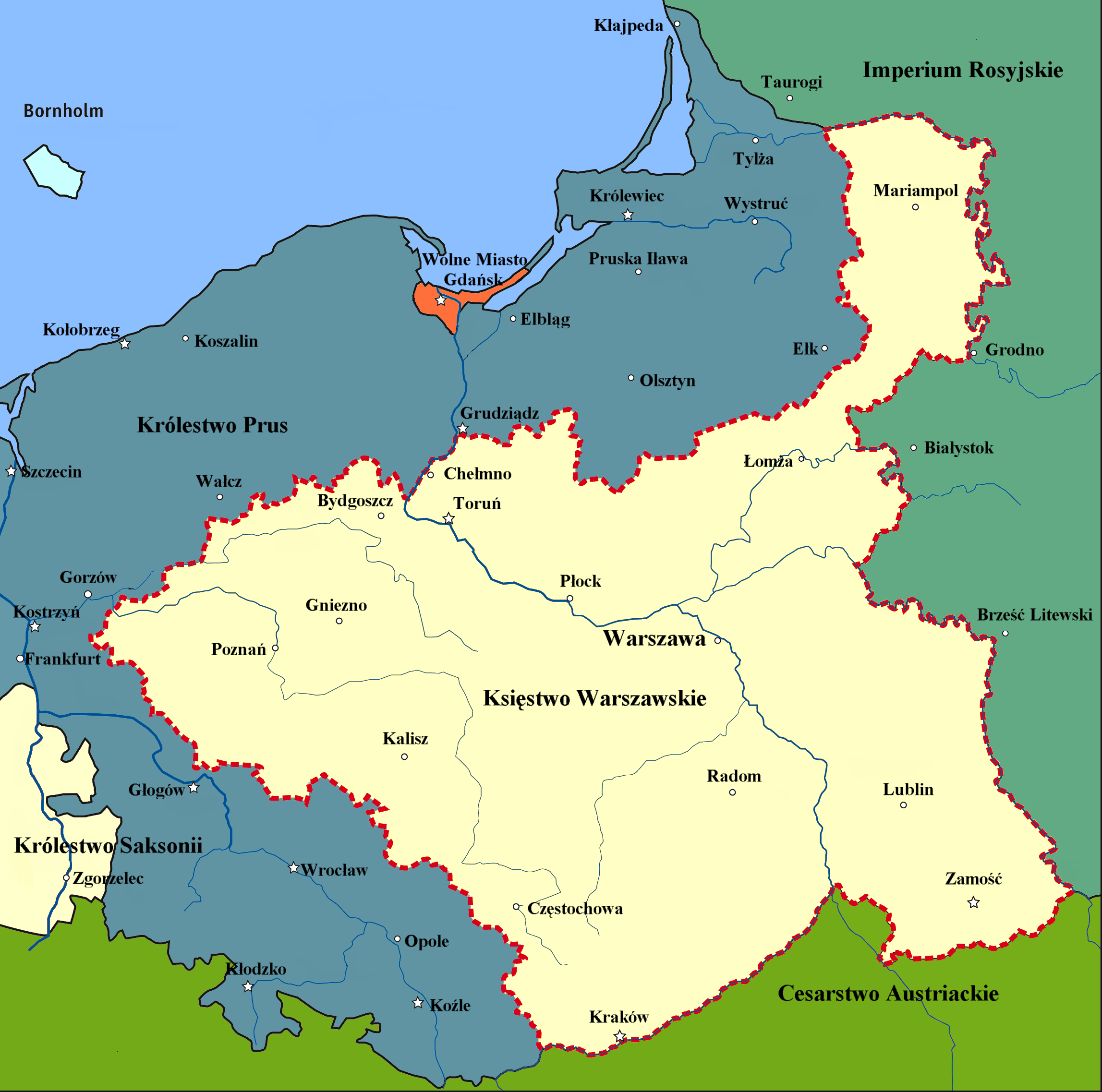
Duché de Varsovie (1809-1815).

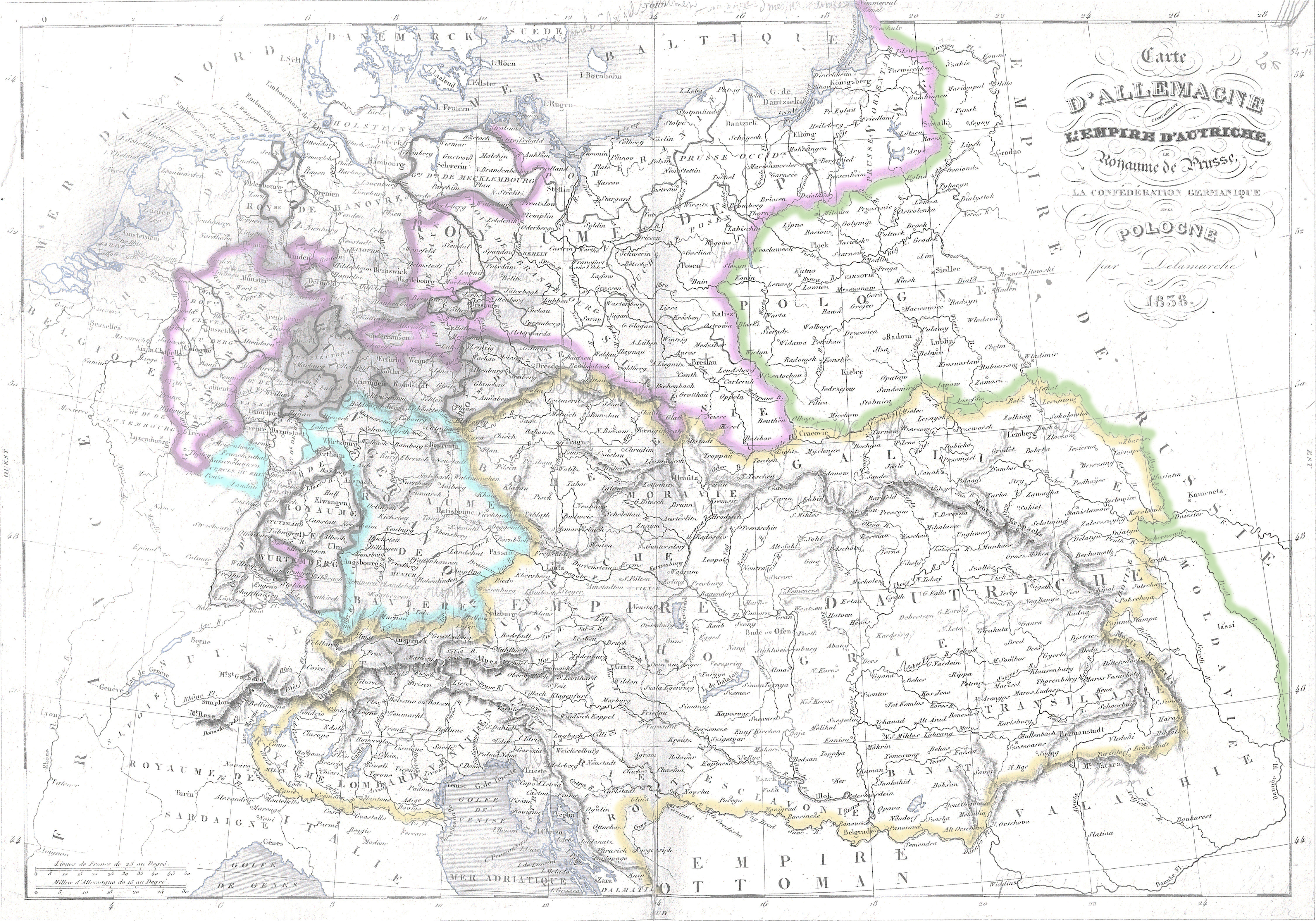
La Pologne et l'Europe centrale en 1838.

Les légions polonaises formées en Italie par Jean-Henri Dombrowski et Bonaparte, d'abord traitées avec désinvolture par le Directoire et le Consulat, finissent par constituer une élite au sein des troupes du Premier Empire. Napoléon Bonaparte ressuscite un État polonais : le petit et éphémère duché de Varsovie (1807-1813) ne survit pas à la chute de Napoléon Ier, mais le Code Napoléon va s'appliquer jusqu'en 1940. La majeure partie du duché de Varsovie est incorporée à l'Empire russe sous le nom de royaume du Congrès. Dantzig, Thorn, Culm et le grand-duché de Posen sont attribués à la Prusse. Seule la ville libre de Cracovie reste indépendante.
Si le royaume du Congrès possède ses propres institutions, il est cependant soumis, par son souverain officiel, le tsar. Alexandre Ier lui accorde, en 1815, une constitution libérale. En 1830 éclate l'insurrection de novembre. La Pologne déclare son indépendance, mais le mouvement est réprimé en 1831. La constitution, la diète et l'armée sont alors supprimées et l'Empire russe soumet la Pologne à une politique de répression et de russification.
En 1846, de nouvelles révoltes éclatent en Galicie, la ville libre de Cracovie est annexée à l'empire d'Autriche. L'empereur François-Joseph consent une large autonomie à la Galicie, une diète et une commission permanente. En 1848, d'autres révoltes secouent le grand-duché de Posen, alors qu'une importante insurrection se déroule entre 1861 et 1864. En 1861, le servage est aboli en Russie et en Pologne, mais la russification s'intensifie. Le polonais est interdit et la langue russe est introduite dans les écoles. Les Russes soutiennent néanmoins le développement économique du pays, notamment dans les secteurs minier, sidérurgique et manufacturier.
Les nationalistes polonais fuyant leur pays et sa répression se réfugient en France, aux États-Unis ou dans l'Empire ottoman, où ils fondent Polonezköy sur les rives du Bosphore. Cet exode de près de neuf millions d'individus est appelé la « Grande Émigration ».

### Deuxième République (1918-1939)

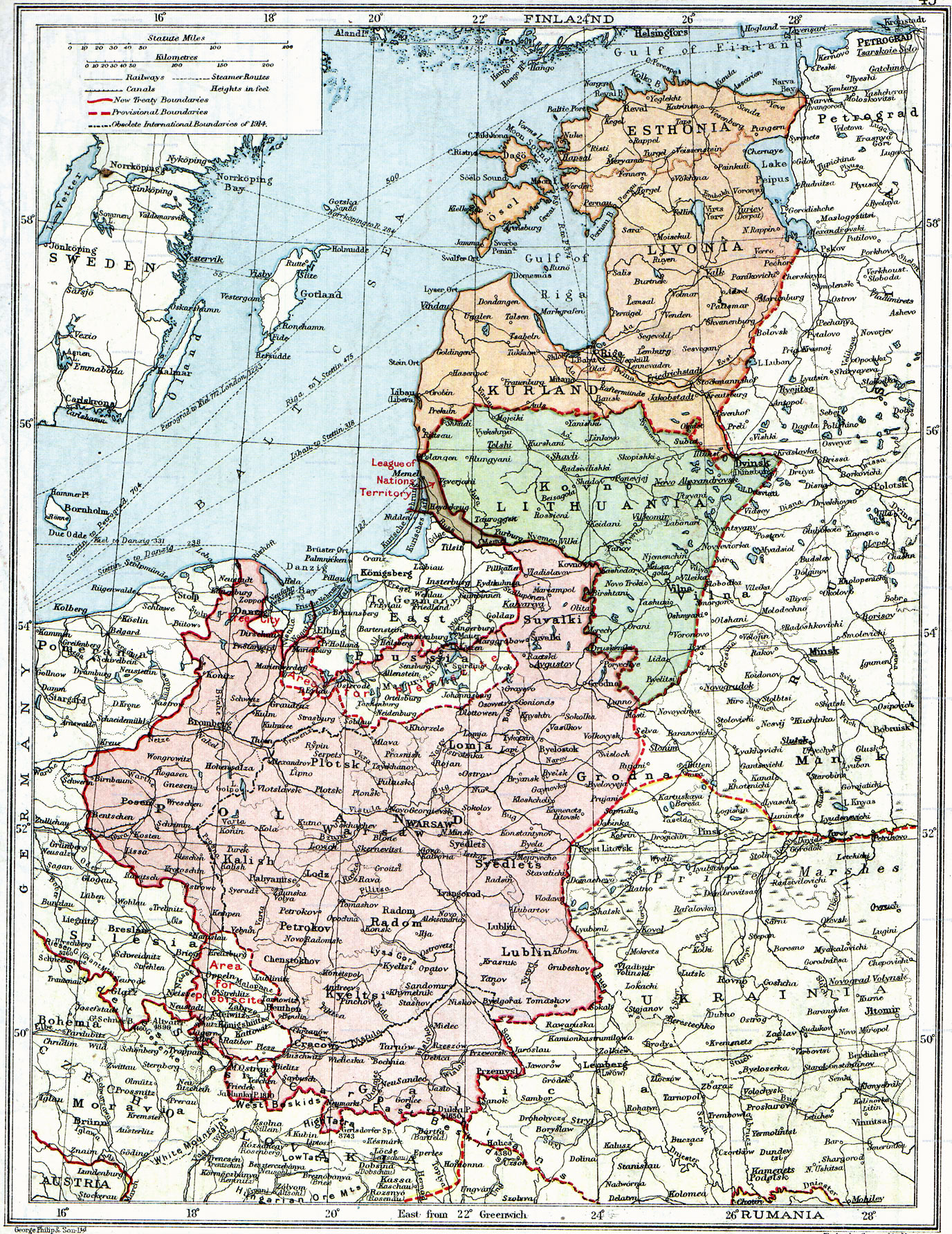
Carte d'un atlas britannique de 1920, montrant les frontières demeurant indéterminées après les traités de Brest-Litovsk et de Versailles, et avant la Paix de Riga.

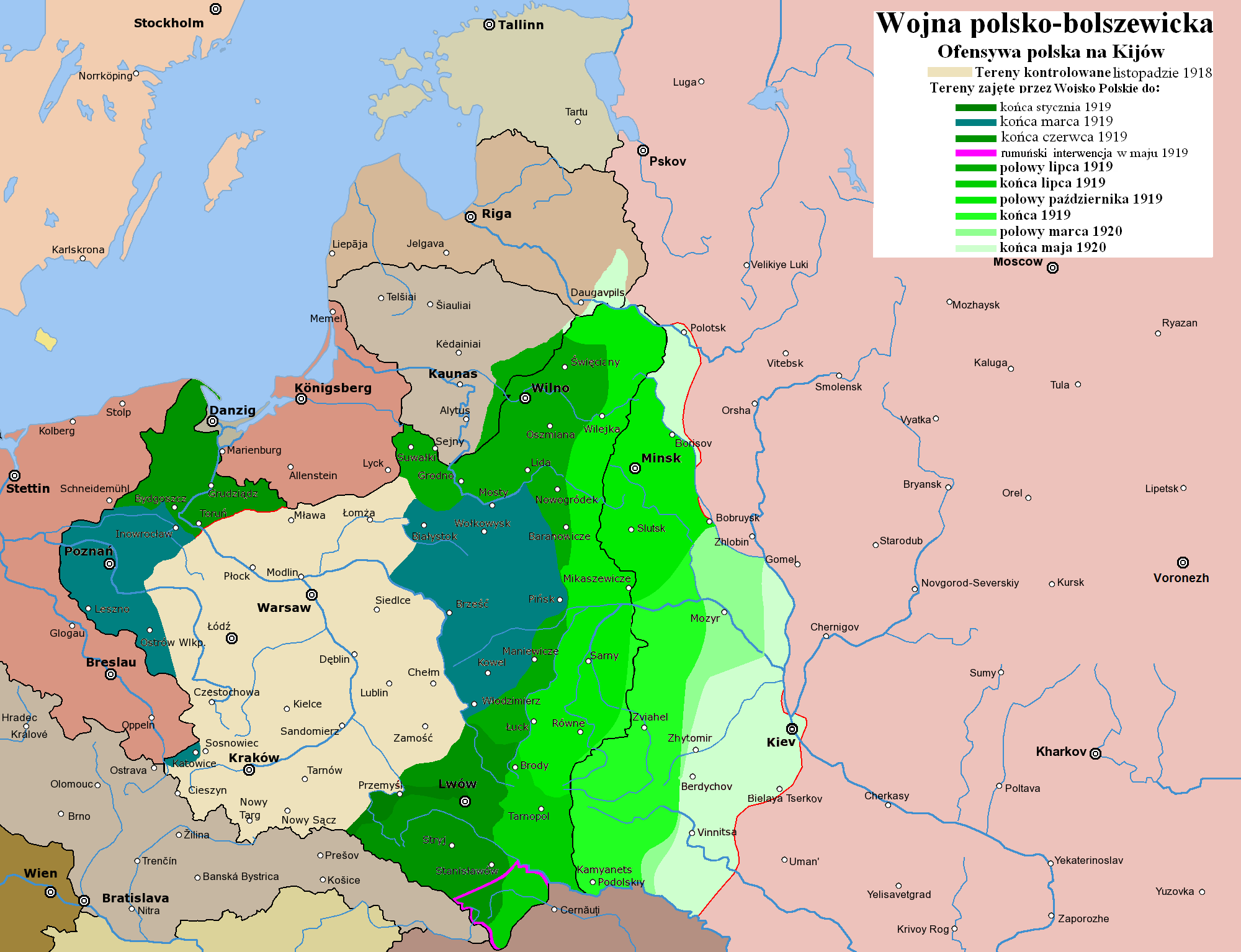
Évolution territoriale de la Pologne entre 1918 et 1920.

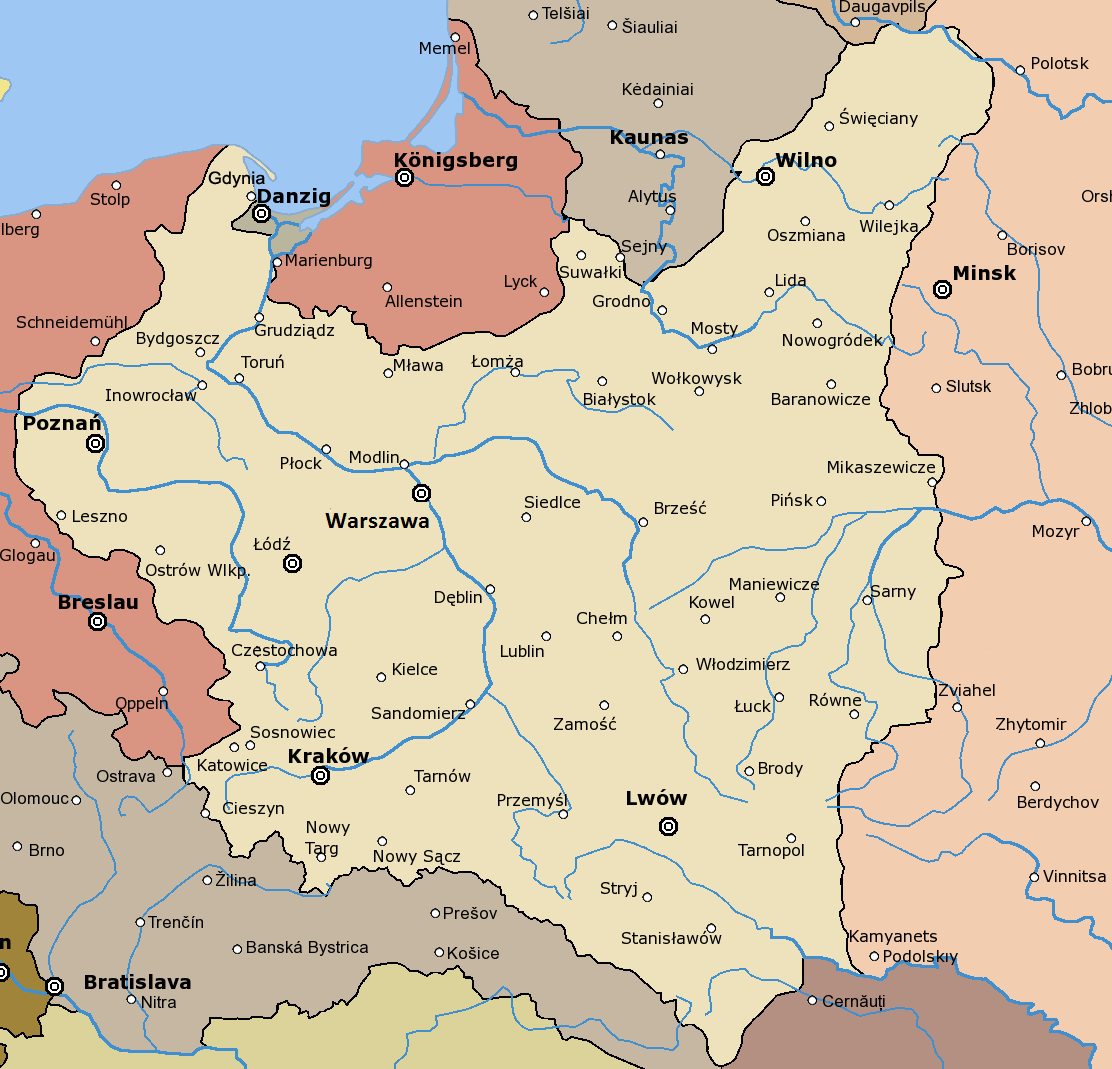
Pologne entre 1921 et 1939.

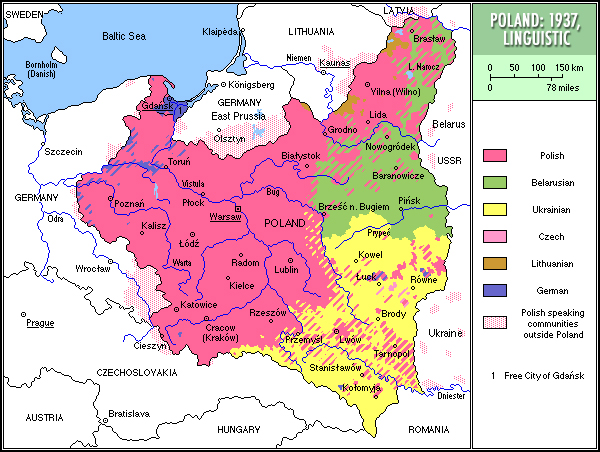
Pologne, carte linguistique, 1937.

En 1914, les Polonais partagés entre trois empires doivent se soumettre aux mobilisations respectives de la Première Guerre mondiale. 3,4 millions d'entre eux participent au conflit : 1,4 million dans l'armée autrichienne, 1,2 dans l'armée russe, 800 000 dans l'armée allemande.
Józef Piłsudski crée la Légion polonaise, qui se bat aux côtés de l'Autriche-Hongrie sous la promesse d'un État indépendant après la guerre, tandis que plus tard, les hommes de Józef Haller créent un corps de volontaires qui, sous le nom d'« Armée bleue », prendront part aux combats en Champagne du côté des Alliés à partir de mai 1918. En 1915, l'armée allemande entre à Varsovie. Le royaume du Congrès est alors occupé par l'Allemagne et l'Autriche-Hongrie. D'après la déclaration du 5 novembre 1916, Guillaume II d'Allemagne et François-Joseph Ier d'Autriche créent à partir de l'ancien territoire (russe) du royaume du Congrès un nouveau royaume de Pologne. Roman Dmowski et Ignacy Paderewski, de leur côté, mettent en place le « Comité national polonais », qui organise les bases du futur État polonais, grâce à ses démarches auprès des forces de l'Entente, notamment la France.
Plus de 500 000 soldats polonais ont perdu la vie dans le conflit. Mais, le nombre de victimes civiles est beaucoup plus important ; plus de trois millions du fait des épidémies qui ont ravagé le pays, la retraite russe, notamment, ayant été accompagnée d'une politique de « terre brûlée » contraignant la population à l'exode.
Le 11 novembre 1918, la Pologne retrouve son indépendance avec la proclamation de la Deuxième République. Au mois de décembre, éclate une révolte à Poznań, qui permet le rattachement de la Grande-Pologne au royaume de Pologne. En février 1919, la diète proclame la Petite Constitution (en), Józef Piłsudski devient chef de l'État. Le 28 juin 1919, le Traité de Versailles reconnaît l'indépendance de la Pologne et lui accorde un accès à la mer, Ignacy Paderewski ayant joué un rôle décisif auprès du président Wilson. En août 1919, commencent des insurrections en Silésie qui durent jusqu'en 1921, et permettent le rattachement d'une partie de la Haute-Silésie à la Pologne à l'occasion d'un plébiscite organisé en vertu de l'article 83 du traité. En 1920, la Pologne perd un plébiscite de Warmie-Mazurie qui reste allemande.
La guerre polono-soviétique de 1919-1920 oppose en parallèle l'URSS aux Polonais. Après des premiers succès polonais suivis d'une contre-attaque soviétique, la Pologne est finalement victorieuse à la bataille de Varsovie. La paix de Riga, lui permet d'obtenir des gains territoriaux à l'est, au-delà de la ligne Curzon. En mars 1921, une nouvelle constitution est décrétée. En décembre 1922, le premier président de la République, Gabriel Narutowicz, est assassiné une semaine après les élections.
En 1926, Józef Piłsudski, aidé de l'armée, organise un coup d'État et impose une dictature. Malgré une nouvelle Constitution, dite d'avril, adoptée peu avant la disparition du dictateur, le 12 mai 1935, le régime militaire continue. Le général Składkowski et le maréchal Rydz-Śmigły dirigent ainsi la Pologne à partir de 1936. Ils soutiennent l'Allemagne nazie, notamment en lançant une attaque sur Teschen (Cieszyn) et en annexant la partie tchèque de la ville lors de la crise des Sudètes en 1938.

### Seconde Guerre mondiale
Malgré sa politique plutôt conciliante envers l'Allemagne nazie (signature d'un pacte de non-agression en janvier 1934, participation conjointe à l'invasion de la Tchécoslovaquie en 1938 et possibilité d'une alliance avec l'Allemagne contre l'Union soviétique si celle-ci venait à faire passer ses troupes sur son territoire pour aider la Tchécoslovaquie), la Pologne est envahie par les forces allemandes le 1er septembre 1939 durant la Campagne de Pologne, ce qui conduit à la fin de la seconde république de Pologne et déclenche la Seconde Guerre mondiale.
La Wehrmacht atteint Varsovie en sept jours grâce à sa stratégie du « blitzkrieg » et à sa supériorité technologique (la ville capitule le 28 septembre 1939). Conformément aux accords secrets du pacte germano-soviétique, signé le 23 août 1939, l'URSS entre à son tour en Pologne, le 17 septembre. En moins d'un mois, le 27 septembre 1939, la Pologne est totalement occupée. La Pologne en tant qu'État disparaît donc pour la quatrième fois de son histoire, partagée cette fois-ci entre l'Allemagne nazie et l'Union soviétique. Le régime nazi annexe les régions de Gdańsk et de Poznań, ce qui crée une continuité territoriale entre la Prusse-Orientale, la Poméranie et la Silésie, et organise le pillage généralisé du reste du pays, organisé en Gouvernement Général.
Un gouvernement polonais en exil, sous l'égide du général Władysław Sikorski, quitte la Pologne en 1939 et se réfugie en France. Les divers ministères polonais s'installent au château de Pignerolle ainsi qu'à Angers. Le gouvernement officiel polonais en exil officie jusqu'à l'invasion de la France par les troupes allemandes en juin 1940, date à laquelle il s'installe à Londres. Les armées polonaises luttent sur de nombreux fronts, en France en 1940, dans le ciel de Londres pendant le Blitz, ou de l'Afrique du Nord à l'Italie en passant par la Normandie. Elles constituent par leurs effectifs la 5e armée alliée lors du conflit aux côtés des soldats soviétiques, américains, britanniques et français. Des exilés participèrent aussi à la Résistance intérieure française, notamment dans le réseau F2, intégralement polonais.
Dès les premiers jours, les élites polonaises sont systématiquement exterminées par les Einsatzgruppen et le SD, entraînant la mort de plus de 50 000 membres du clergé, de l'aristocratie, du corps enseignant et universitaire. Les théâtres, les séminaires, les journaux, l'enseignement secondaire et supérieur sont fermés. Deux millions de civils sont raflés et envoyés au travail forcé dans le Reich, où ils subissent maltraitances et discriminations systématiques.
La Pologne devient aussi le lieu principal de la mise en œuvre de la Shoah. Spoliée, terrorisée et réduite à une misère inimaginable dans des ghettos surpeuplés et affamés (dont le ghetto de Varsovie, rasé après son insurrection du 19 avril 1943), la communauté juive de Pologne, jusque-là la première du monde, est anéantie à 97 %, par les fusillades ou dans les chambres à gaz des camps d'extermination de Bełżec, Sobibór, Treblinka, Majdanek et surtout d'Auschwitz-Birkenau. La Pologne subira la politique d'extermination nazie de 1939 à 1945, le pays perd 20 % de sa population soit six millions de personnes dont trois millions de Juifs, victime des purges, de massacres et de déportations. Les Juifs assassinés par les nazis constituent la moitié des pertes polonaises, l'importante communauté juive polonaise d'avant-guerre étant quasiment détruite.
Auschwitz (environ 1,3 million de morts) et Katyń (environ 20 000 morts, essentiellement l'élite du pays, dont celle de l'armée) sont les plus noirs symboles des persécutions respectivement nazies et soviétiques. En 1941, la Pologne soviétique est à son tour occupée par les armées du Troisième Reich. La Wehrmacht et la SS s'y livrent à de nombreuses exactions sur les populations civiles, juives comme slaves.
Une puissante résistance, à partir de 1942, autour de l'Armia Krajowa, parvient à mettre sur pied un véritable État polonais clandestin, disposant de ministres, d'une justice, d'une administration et d'un réseau d'enseignement secret. Du 1er août au 2 octobre 1944, l'insurrection de Varsovie est écrasée par les nazis causant la mort de 200 000 personnes et par la destruction à 90 % de la capitale polonaise.
Ce n'est qu'en janvier 1945 que l'Armée rouge chasse les troupes allemandes de Varsovie, puis de toute la Pologne en mars. Lors de la conférence de Potsdam, en août 1945, les frontières de la Pologne sont redéfinies par les Alliés, qui prennent la ligne Curzon comme frontière orientale et la ligne Oder-Neisse comme frontière occidentale. Ce déplacement de plus de 200 km vers l'Ouest, est accompagné de transferts de populations importants.

### La période communiste (1945-1989)

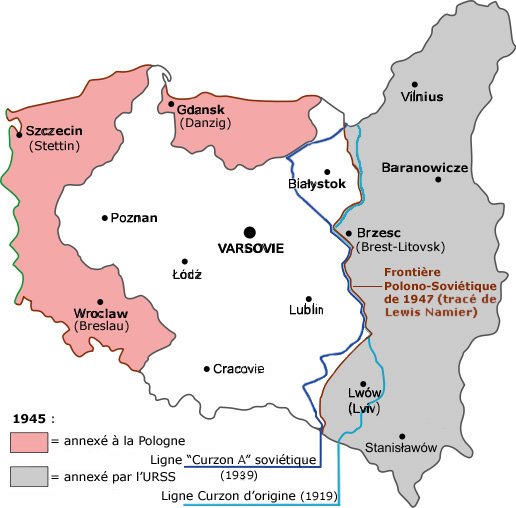
En 1945, la partie grise (172171 km2) fut annexée par l'Union des républiques socialistes soviétiques, les parties roses (96460 km2) par la Pologne (qui, bien que pays Allié, sort de la guerre amoindrie de 75711 km2 et soumise à un régime dictatorial).

Après la guerre, l'URSS acquiert la partie orientale du pays, peuplée majoritairement de Biélorusses et d'Ukrainiens. Le territoire polonais « glisse » vers l'ouest, en absorbant le sud de la Prusse-Orientale, la Poméranie et la Silésie, allemandes depuis plusieurs siècles.
À la fin du second conflit mondial, les Soviétiques imposent le Comité polonais de libération nationale. En 1945, avec la formation du gouvernement provisoire. Stanisław Mikołajczyk est nommé vice-Premier ministre, mais la plupart des membres du gouvernement sont communistes et soumis à l'URSS. Une élection législative se déroule en 1947, mais à l'aide de fraudes et d'intimidations, les communistes acquièrent la majorité parlementaire. Le parti ouvrier et le parti socialiste fusionnent pour former le parti ouvrier unifié polonais (POUP) dirigé par Władysław Gomułka, qui est rapidement écarté du pouvoir par Bolesław Bierut. En 1949, le général soviétique Constantin Rokossovski est nommé ministre de la Guerre. En 1952, la Constitution de la république populaire de Pologne est proclamée. Le pays devient membre du Pacte de Varsovie à partir de 1955.
À partir de la mort de Staline en 1953, la période communiste est jalonnée de révoltes ouvrières. Le soulèvement de Poznań en 1956 force Khrouchtchev, premier secrétaire du PCUS, à accepter la nomination de Gomulka à la tête du Parti ouvrier unifié polonais après la mort de Bierut. Rokossovski et les généraux soviétiques en place sont renvoyés. Gomulka mène alors une décollectivisation de l'agriculture, une légalisation des conseils ouvriers et assouplit la censure de la presse. Cette politique, connue sous le nom d'« Octobre polonais », prend fin dès 1958.
En mars 1968, une révolte étudiante éclate. En décembre 1970, plusieurs grèves éclatent, d'abord dans les villes côtières de la Baltique puis dans le reste de la Pologne, à la suite d'une importante hausse des prix. Elles sont sévèrement réprimées avec plusieurs dizaines de morts. Gomulka doit démissionner et est remplacé par Edward Gierek. À partir de 1969, la Pologne et l'Allemagne de l'Ouest entreprennent de normaliser leurs relations, dans le cadre de l'Ostpolitik menée par le chancelier ouest-allemand Willy Brandt. Les élections législatives de 1972 sont un succès, Edward Gierek lance un programme d'industrialisation, il adopte d'importantes réformes économiques et sociales ainsi que des augmentations de salaires et une réduction du temps de travail. En 1976, l'inflation atteint un taux de 60 %, les difficultés économiques s'aggravant, le gouvernement introduit des tickets de rationnement pour le sucre. L'agitation ouvrière persiste, et est réprimée violemment en 1976 après les manifestations de Radom, de Płock et d'Ursus. En 1978, l'évêque de Cracovie, Karol Wojtyła est élu pape. En 1980, naît le syndicat indépendant Solidarność, dirigé par Lech Wałęsa, après d'importantes révoltes ouvrières. D'abord reconnu à contre-cœur par les autorités, il regroupe vite plusieurs millions d'ouvriers soutenus par les intellectuels réformateurs. Les accords de Gdańsk, signés en août 1980, permettent l'existence légale de syndicats indépendants, ainsi que du droit de grève et d'information.
Le général Wojciech Jaruzelski assure l'ultime reprise en main communiste en proclamant l'état de guerre en 1981. Il s'attribue les pleins pouvoirs, dissout le syndicat Solidarność et fait interner 6 000 personnes, dont les principaux dirigeants de Solidarność, et même Gierek, accusé d'avoir conduit le pays à la catastrophe.

#### Effondrement du régime communiste
Le syndicat Solidarność parvient, à la suite d'une grève, en 1988, à s'ériger en interlocuteur principal du gouvernement. Ce dernier est contraint, en 1989, à permettre une élection parlementaire avec près de 35 % de députés non membres du parti communiste, après les négociations de la table ronde (en) (6 février au 5 avril 1989).
En juin, le syndicat Solidarność sort vainqueur des élections législatives, le Parti ouvrier unifié polonais (POUP) n'obtenant qu'une majorité relative, la décision historique est entre les mains de deux petits partis minoritaires — le parti paysan (ZSL) et le parti démocrate (SD) — qui jusque là avaient servi de faire valoir aux ordres du pouvoir. Le 16 août, ils décident de se rapprocher de Solidarność pour former une coalition. Le général Czesław Kiszczak, premier ministre délégué par le POUP, ancien ministre de l'Intérieur et membre du bureau politique du parti communiste est mis en minorité.
Le 19 août Tadeusz Mazowiecki, un des proches conseillers de Lech Wałęsa, est désigné au poste de premier ministre. Le 21 août, à la suite d'un long entretien téléphonique entre Gorbatchev et Mieczysław Rakowski, le chef du parti communiste au pouvoir, le POUP prend un certain nombre de décisions historiques : participation des communistes au gouvernement du premier ministre catholique Tadeusz Mazowiecki et investiture du gouvernement avec l’apport des 150 voix des parlementaires communistes. Le 24 août Tadeusz Mazowiecki est investi à une écrasante majorité, seuls 4 communistes votent contre et 41 autres s'abstiennent. Le nouveau chef du gouvernement est félicité par Gorbatchev. Le général Jaruzelski reste chef de l'État. Mazowiecki accepte de laisser aux communistes deux ministères-clés : l'Intérieur et la Défense.

### Depuis 1989
En 1989, le pluralisme syndical est enfin autorisé et les élections législatives de juin entérinent la victoire de Solidarność. La même année, la Pologne est l'un des premiers pays du Pacte de Varsovie à se retirer du pacte et à former un gouvernement non communiste.
En 1990 Lech Wałęsa est élu président de la République, en battant Tadeusz Mazowiecki et Stanisław Tymiński. En 1993, les troupes russes quittent la Pologne. Les élections de la même année ramènent au pouvoir les anciens communistes. Aleksander Kwaśniewski devient président et Waldemar Pawlak président du Conseil. En 1996, la Pologne adhère à l'OCDE, en assurant la présidence en 1998. En janvier 1996, le Premier ministre Józef Oleksy, accusé d'espionnage au profit de la Russie dans les années 1980, est contraint de démissionner et est remplacé par Włodzimierz Cimoszewicz. En 1997 la droite revient au pouvoir et Jerzy Buzek devient président du Conseil. Cette même année, la Constitution instituant la Troisième République est définitivement adoptée. En 1999, l'administration territoriale est réformée en créant les districts (powiaty) tout en réduisant le nombre des voïvodies, de 49 à 16.
La Pologne adhère, en 1999, à l'OTAN. En octobre 2000, Aleksander Kwaśniewski est réélu président dès le premier tour. Un nouveau gouvernement de coalition se forme en octobre 2001, entre le Parti paysan polonais et l'Alliance de la gauche démocratique, qui nomment Leszek Miller, premier ministre. En 2003, les États-Unis attribuent, à la Pologne, le commandement d'une zone d'occupation en Irak. Le pays intègre l'Union européenne le 1er mai 2004. En septembre 2005, la gauche est remplacée au parlement, par le parti Droit et justice.
Le 23 octobre 2005, Lech Kaczyński est élu président. Depuis mai 2006, le parti est associé avec Autodéfense de la république de Pologne et la Ligue des familles polonaises, pour former un gouvernement dirigé par Jarosław Kaczyński, le frère jumeau du chef de l'État. Lech Kaczyński meurt dans l'exercice de ses fonctions, le 10 avril 2010, dans un accident d'avion à Smolensk, où il se rendait pour les commémorations du 70e anniversaire du massacre de Katyń. Avec lui se trouvait une partie du gouvernement polonais alors que la Pologne traverse les conséquences d'une crise économique et financière mondiale.
Dix ans plus tard le 24 mai 2015, est élu Andrzej Duda à la présidence de la république et son parti Droit et justice remporte la majorité le 25 octobre. Son triomphe a amené une vague d'Euroscepticisme en Pologne à partir de cette fin d'année 2015.

### Galerie de dirigeants depuis 2000
Présidence

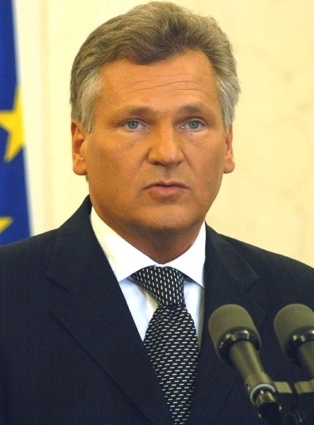
Aleksander Kwaśniewski 1995-2005.
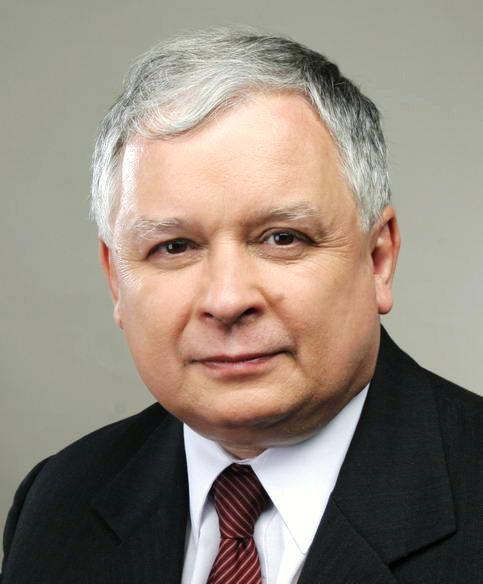
Lech Kaczyński 2005-2010.
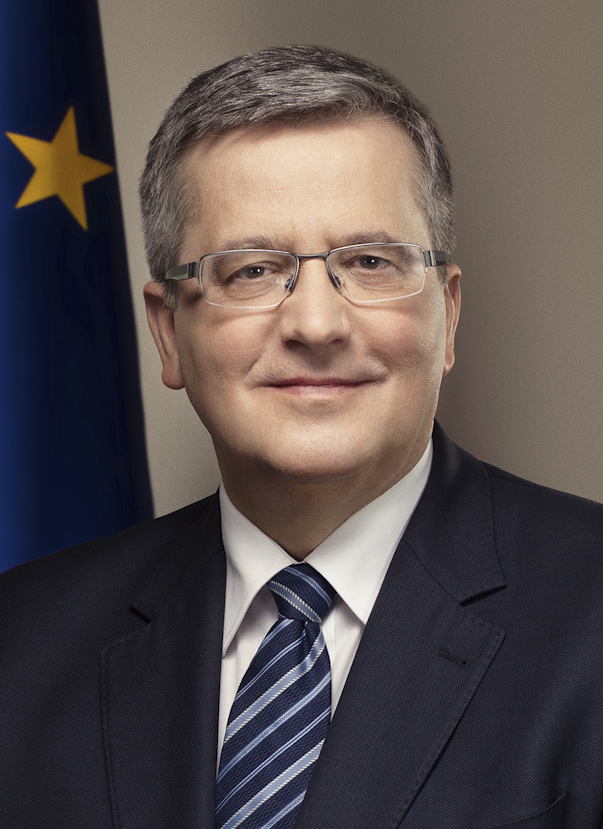
Bronisław Komorowski 2010-2015.
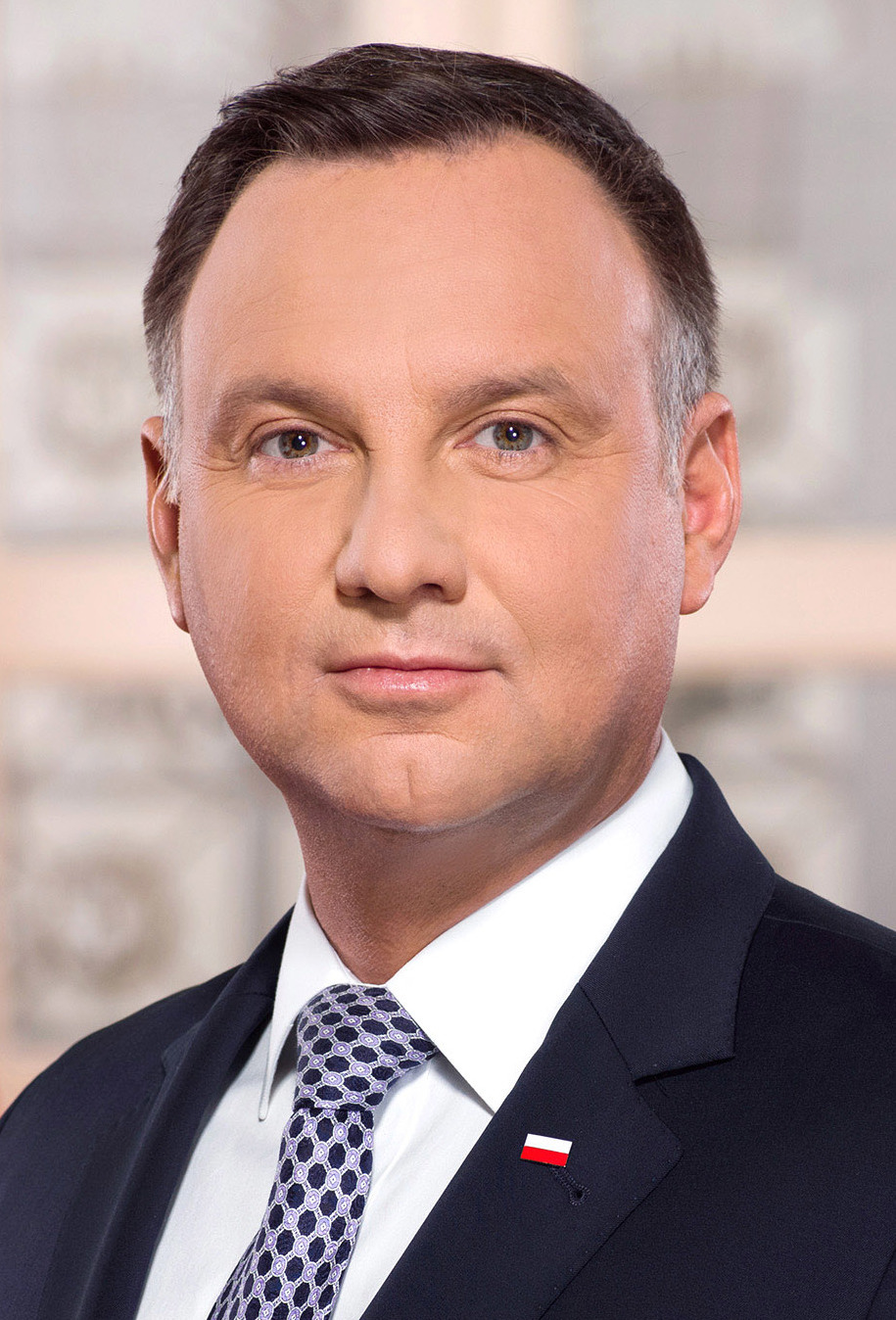
Andrzej Duda 2015-présent.

Gouvernement

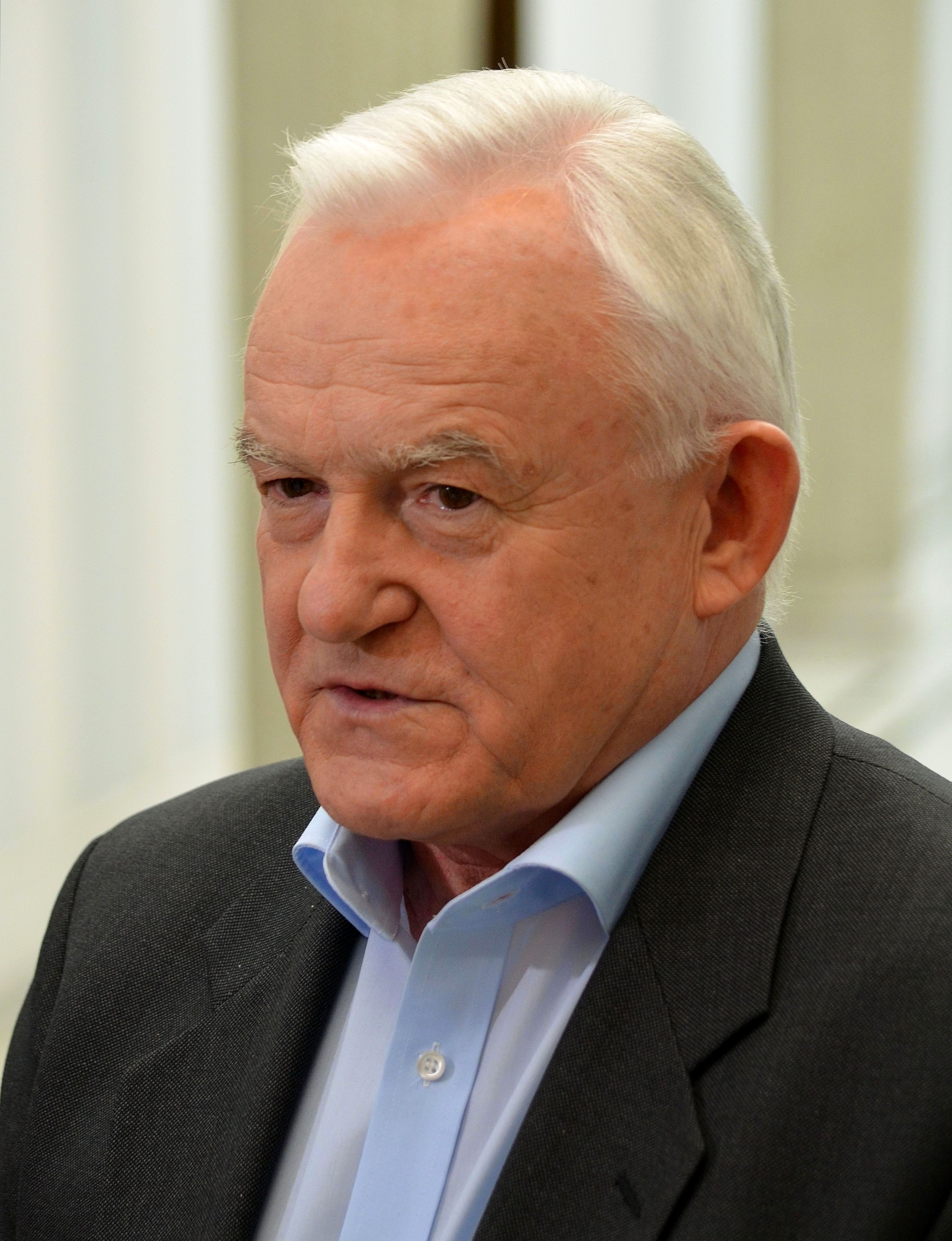
Leszek Miller 2001-2004.
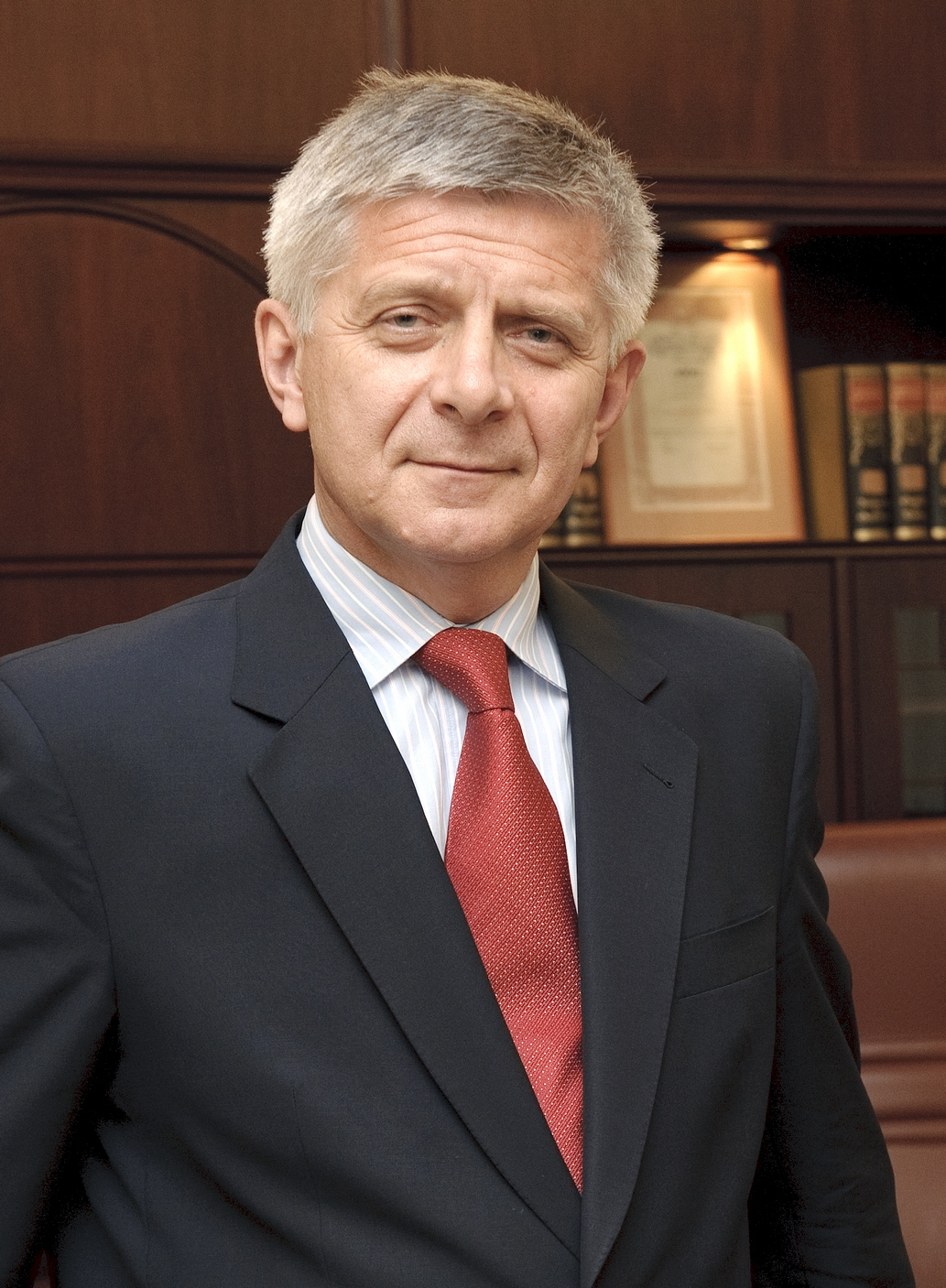
Marek Belka 2004-2005.
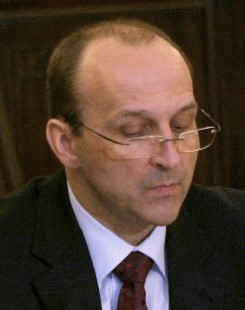
Kazimierz Marcinkiewicz 2006-2007.
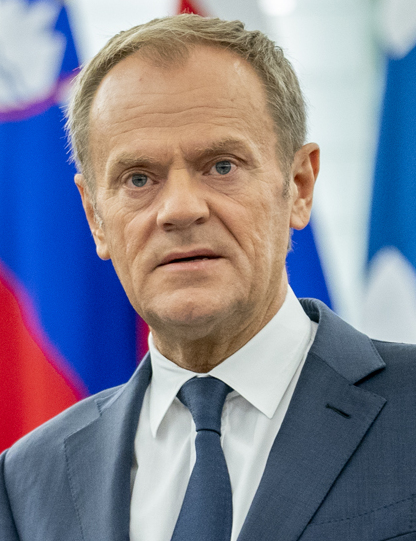
Donald Tusk 2007-2014 2023-présent.
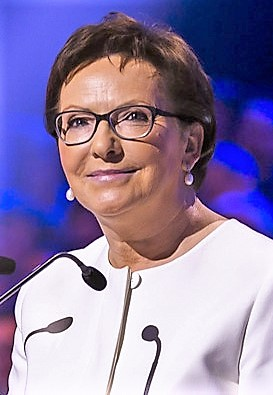
Ewa Kopacz 2014-2015.
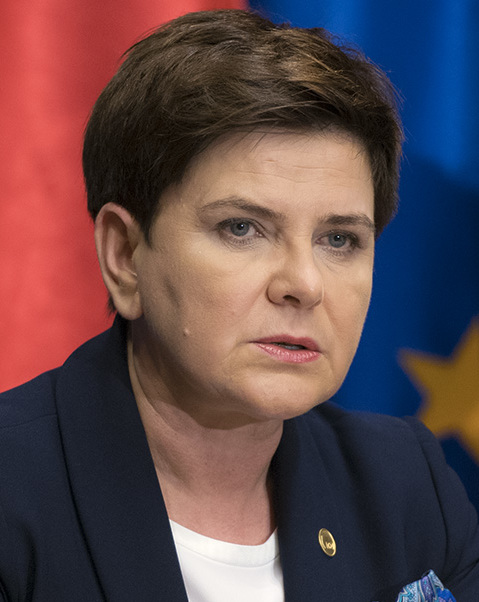
Beata Szydło 2015-2017.
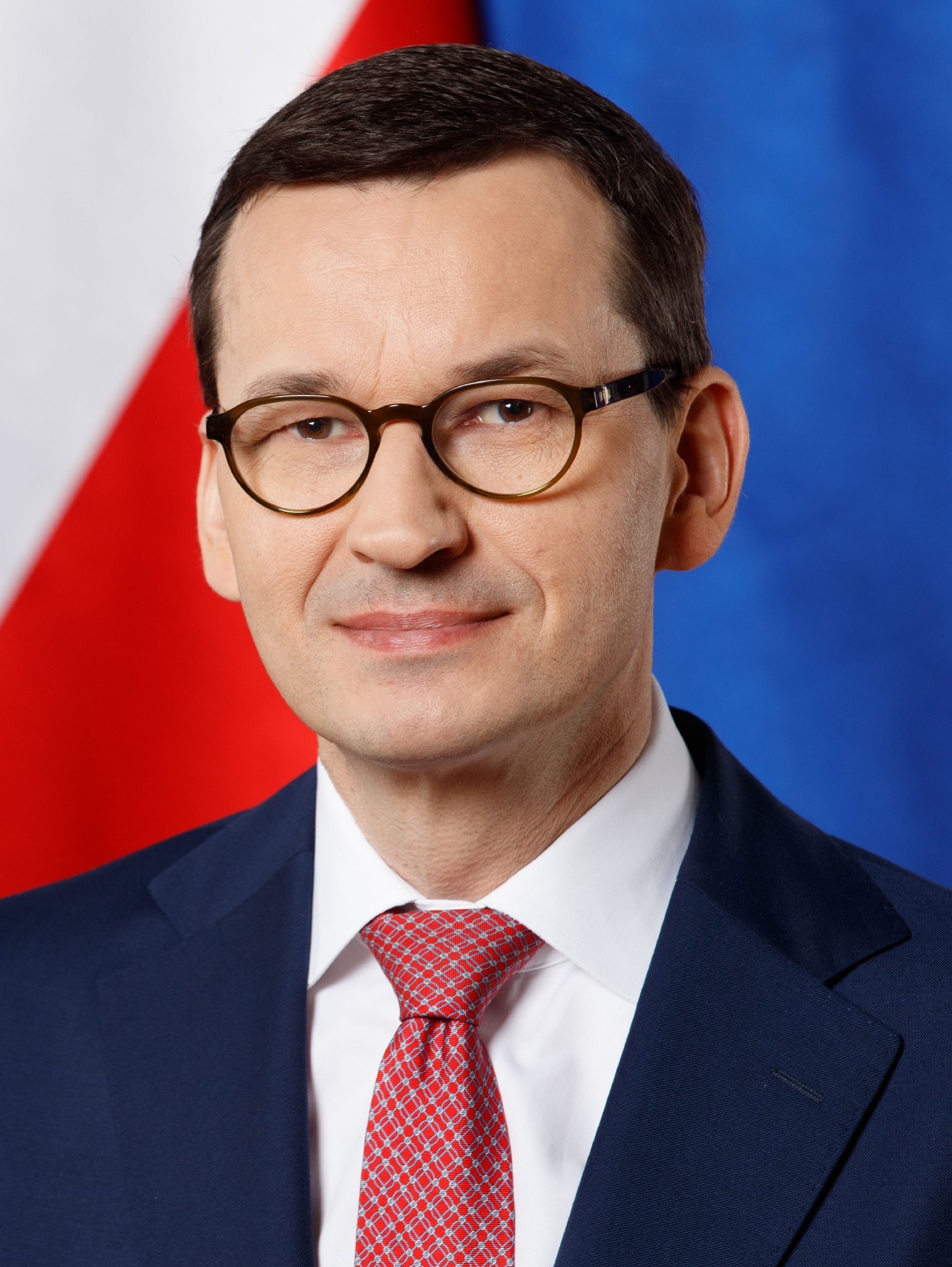
Mateusz Morawiecki 2017-2023.